# Arte safavide

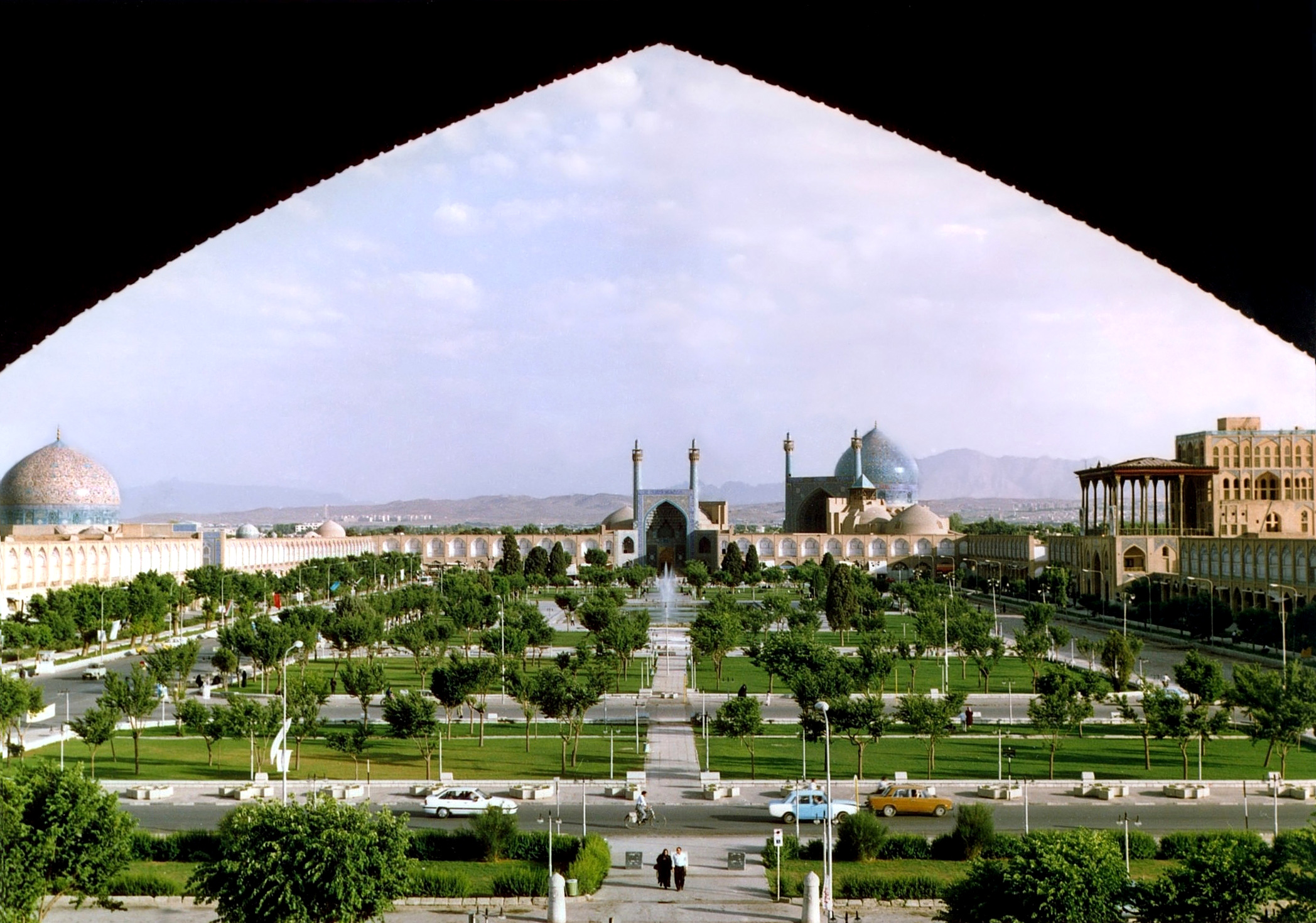
Piazza Naqsh-e jahàn, Isfahan

L'arte safavide è l'arte della dinastia safavide iraniana, che governò l'attuale Iran e la Caucasia dal 1501 al 1722. Fu un punto culminante per l'arte del libro e dell'architettura, includendo anche ceramica, metallo, vetro e giardini. Le arti del periodo safavide mostrano uno sviluppo molto più unitario che in qualsiasi altro periodo dell'arte iraniana. L'impero safavide fu una delle dinastie regnanti più significative dell'Iran. Governarono uno dei più grandi imperi persiani, con grandi realizzazioni artistiche, dalla conquista islamica della Persia.

## Contesto storico

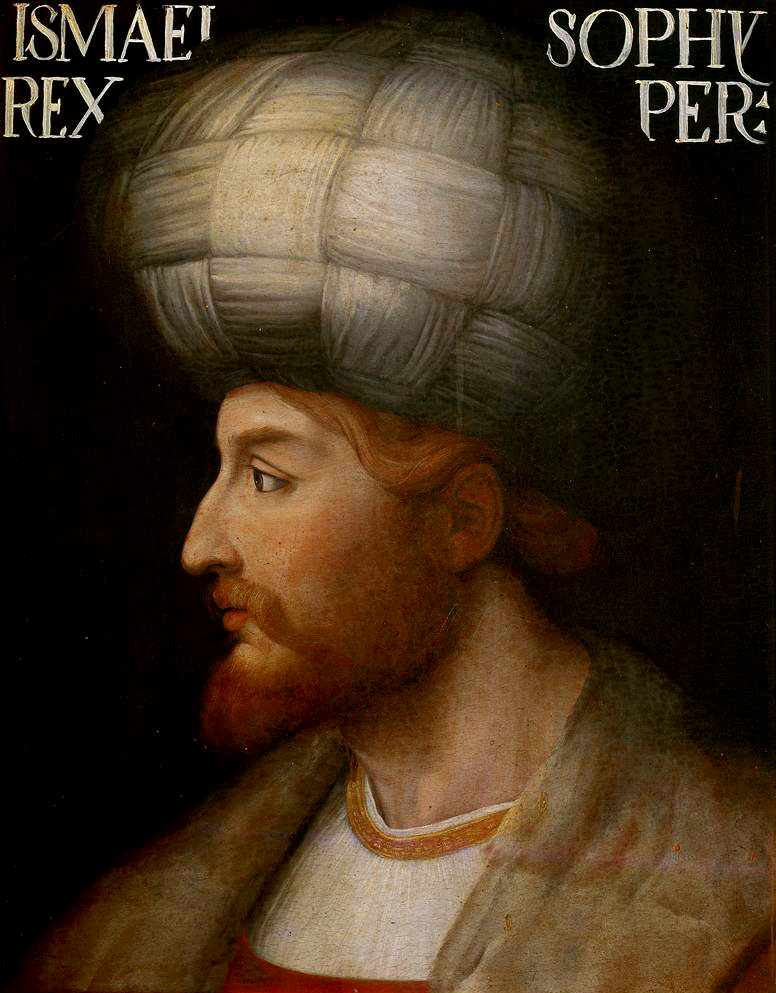
Scià Ismail, il fondatore della dinastia safavide

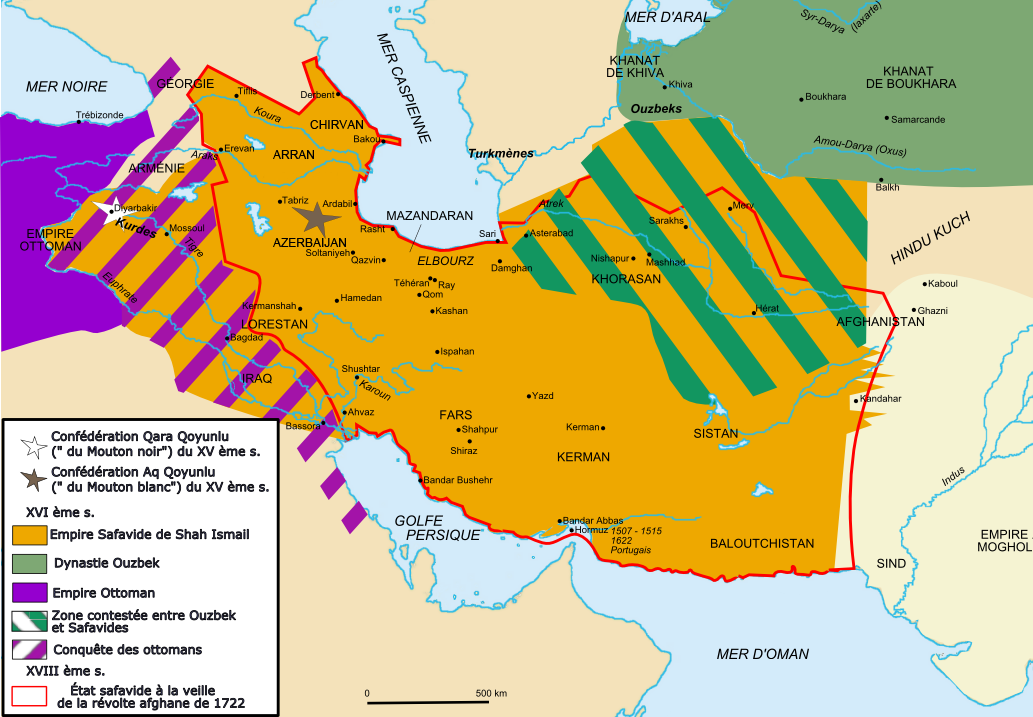
Mappa dell'impero safavide

La dinastia safavide aveva le sue radici in una confraternita chiamata Safaviyeh che apparve nell'Azerbaigian iraniano intorno al 1301, con lo sceicco Safi-ad-din Ardabili che le diede il suo nome. I Safavidi contribuirono notevolmente alla diffusione del ramo dei Duodecimani dell'Islam sciita, coloro che considerano il dodicesimo imam nascosto come il loro capo.
Fu tuttavia solo nel 1447 che la dinastia safavide iniziò a mostrare le sue ambizioni politiche, con la presa del potere da parte dello sceicco Djunayd. Ebbe inizio un sistema di battaglie e alleanze, con le tribù turkmene, che portò all'estinzione della dinastia dei Kara Koyunlu che aveva regnato fino a quel momento sulla regione di Tabriz, di fronte a quelle degli Ak Koyunlu installate in Anatolia. Haydari, il successore di Djunayd, fu ucciso molto presto e Scià Ismail, allora dodicenne, prese il suo posto come capo del movimento nel 1499. Fu subito messa in atto una vigorosa propaganda, che consentì il reclutamento di un esercito. Nel 1500, i suoi 7000 soldati sfidarono le truppe di Turmken, 30.000 uomini forti, e nel 1501, Scià Ismail entrò a Tabriz nel nord-ovest dell'Iran, proclamò il rito dell'imamismo (duodecimano) come religione di stato e coniò le prime monete con il suo nome.
L'espansione territoriale accelerò verso Baghdad, più profondamente nel Caucaso e nell'Impero ottomano, ma l'arrivo di Selim I alla testa dell'impero ottomano, che vietò la religione sciita, e la battaglia di Cialdiran (22 agosto 1514), segnarono un arresto. L'esercito safavide, poco pratico di armi da fuoco, subì una dolorosa sconfitta. Selim I entrò a Tabriz, da cui si ritirò diversi mesi dopo a causa di liti interne, e si annetté gran parte del territorio safavide. Scià Ismail, la cui ascendenza divina era stata definitivamente messa da parte, si ritirò dalla vita politica, mentre i rapporti con i turkmeni Qizilbash si deteriorarono. L'insediamento dei portoghesi presso lo stretto di Hormuz innescò un fiorente commercio con l'Europa.
Dopo la morte di Scià Ismail, salì al potere suo figlio Scià Tahmasp I all'età di 10 anni. Nel 1534, Solimano il Magnifico invase l'Iran con una forza di 200.000 uomini e 300 pezzi di artiglieria. Tahmasp poteva schierare solo 7.000 uomini (di dubbia lealtà) e pochi cannoni. Gli ottomani si impadronirono della capitale safavide Tabriz e catturarono Baghdad. Tahmasp evitò lo scontro diretto con l'esercito ottomano, preferendo molestarlo e poi ritirarsi, lasciando dietro di sé terra bruciata. Questa politica della terra bruciata portò alla perdita di 30.000 uomini dell'esercito ottomano mentre si faceva strada attraverso le montagne Zagros e Solimano decise di abbandonare la sua campagna.

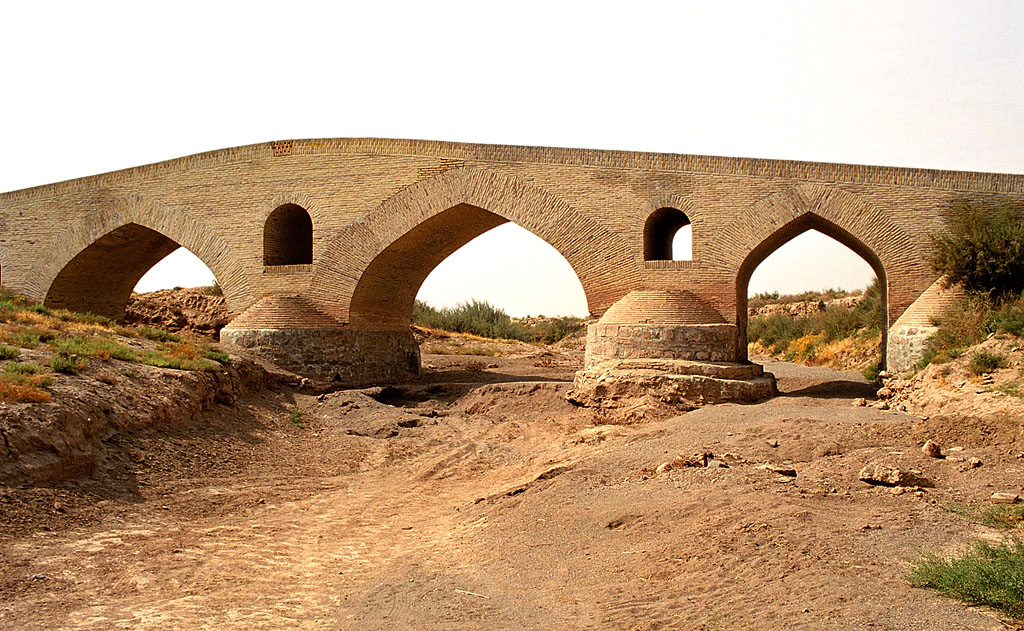
Un ponte del periodo safavide, vicino a Qazvin.

Alla morte di Tahmasp, nel 1576, seguirono 12 anni di confusione e fu solo con l'arrivo di Scià Abbas il Grande che fu ripristinato l'ordine. Firmò rapidamente una pace sfavorevole con gli ottomani, per darsi il tempo di creare un esercito di ghulam. Questi soldati, schiavi convertiti completamente leali, di etnia circassa, georgiana e armena, erano stati deportati in massa in Persia ai tempi di Tahmasp I. Addestrati al meglio e dotati delle migliori armi, avrebbero sostituito i Qizilbash praticamente da tutti le loro posizioni nella famiglia reale, nell'amministrazione civile e nell'esercito, rimanendo pienamente fedeli allo Scià. Queste misure, comprese le pesanti riforme europee dell'esercito, grazie ai fratelli britannici Shirley, permisero allo Scià di sconfiggere facilmente gli uzbeki e di riprendere Herat nel 1598, poi Baghdad nel 1624, l'intero Caucaso e oltre. Questo regno, il culmine della dinastia, sostenne il fiorente commercio e l'arte, in particolare con la costruzione della nuova capitale di Isfahan.
Il periodo successivo alla morte di Scià Abbas fu un lungo declino, in parte dovuto al sistema dell'harem, che incoraggiava intrighi e manipolazioni, spesso da parte degli stessi nuovi strati caucasici della società persiana. Il regno di Scià Safi (1629-1642) fu notevole per la sua violenza arbitraria e per i ritiri territoriali. Quello di Scià Abbas II segnò l'inizio dell'intolleranza religiosa nei confronti dei Dhimmi e in particolare degli ebrei, una situazione che continuò sotto Scià Solimano e Scià Husayn. Disintegrata da faide, conflitti civili e interferenze straniere, in particolare di russi, olandesi e portoghesi, una ribellione di afgani fu sufficiente, nel 1709, per portare la dinastia alla caduta nel 1722.

## Architettura e urbanistica

### Sotto Scià Ismail

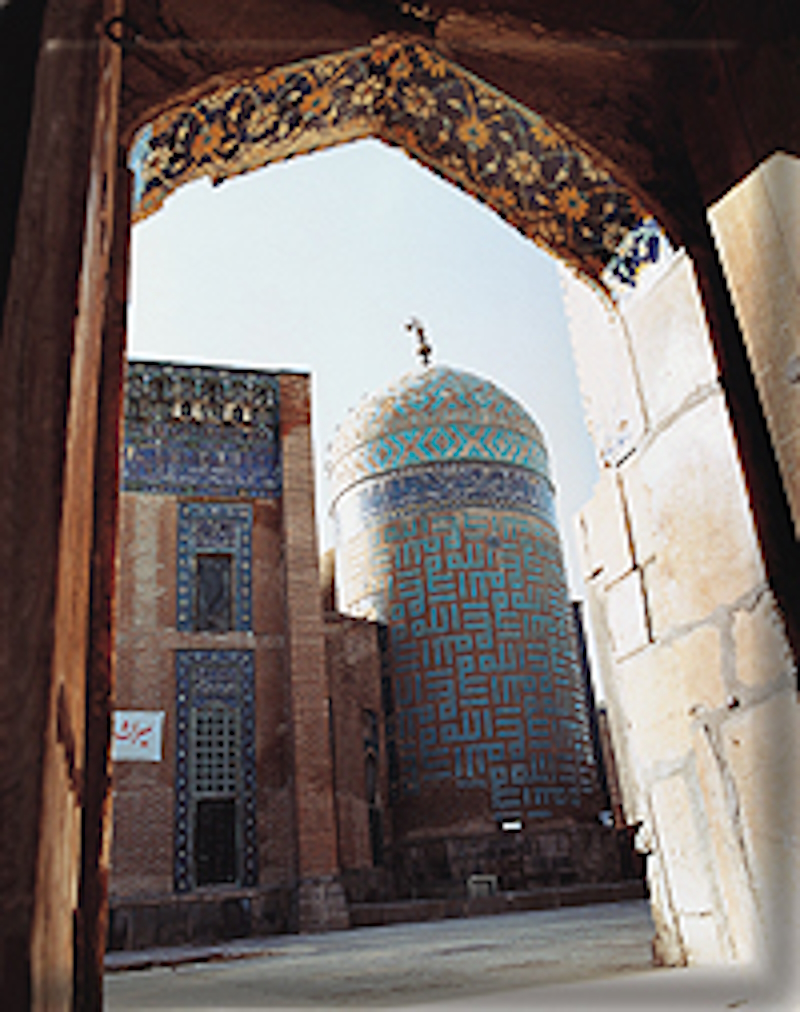
La tomba di Shaykh Safi di Ardabil e una parte del complesso a lui associato

Mentre il primo Scià safavide aveva seguito una politica piuttosto intensa di restauro e conservazione dei grandi luoghi sciiti, come Kerbela (1508), Najaf (1508), Samarra in Iraq e Mashhad nell'est dell'Iran, perpetuando così le tradizioni timuridi, la sua partecipazione alla costruzione architettonica era quasi inesistente, senza dubbio perché la conquista safavide fu condotta senza grandi distruzioni. Così, a Tabriz, la nuova capitale, tutti i monumenti Ilkhanidi, Jalayiridi, Aq Qoyunlu e Timuridi sopravvissuti soddisfacevano ampiamente le esigenze dello Scià e della sua amministrazione. Fu tuttavia Ismail a fare della città di Ardabil (Iran settentrionale) un centro dinastico e luogo di pellegrinaggio, abbellendo il complesso che circondava la tomba di Shaykh Safi e seppellindovi le spoglie del padre nel 1509. A lui si deve in particolare la costruzione di Dar al-Hadith, una sala dedicata allo studio degli Hadith, simile al vecchio Dar al-Huffaz, che serviva per la recita del Corano. Fu senza dubbio anche lui stesso a progettare la propria tomba, anche se realizzata poco dopo la sua morte. Si può anche attribuire a Ismail il restauro del Masjed-e Jameh di Saveh, nel 1520, di cui è scomparsa la decorazione esterna, ma in cui il mihrab combina un uso di stucco antico e un delicato decoro di arabeschi in mosaico ceramico. Un'altra moschea di Saveh, la Masjed-e meydan, ricevette un mihrab simile, datato, da iscrizioni, tra il 1510 e il 1518.
Dormish Khan Shamlu, cognato di Ismail, compensò parzialmente questa mancanza di nuove costruzioni a partire dal 1503. Questo governatore di Isfahan, che visse più spesso alla corte di Tabriz che nella sua città, lasciò le redini a Mirza Shah Hussein Isfahani, il più grande architetto del periodo, che vi costruì in particolare la tomba di Harun-e Vilayat nel 1512- 1513. Descritto da un viaggiatore occidentale come un grande luogo di "pellegrinaggio persiano" (sia per musulmani che per ebrei e cristiani), questo monumento è composto da una camera quadrata sotto una cupola, un design completamente tradizionale. La cupola poggia su un alto tamburo, i muqarnas riempiono il passaggio ottagonale. Due minareti, oggi scomparsi, ingrandivano il grande portico, mentre l'arredamento in hazerbaf e il mosaico ceramico, concentrato sulla facciata, restavano nella tradizione timuride. La facciata, scandita da archi ciechi, è così unificata da un decoro essenziale, come già accadeva alla moschea di Yazd. A questa tomba si deve aggiungere la vicina moschea masjed-e Ali, completata nel 1522 per ordine dello stesso comandante.

### Sotto Scià Tahmasp
Come il suo predecessore, Scià Tahmasp, all'inizio del suo regno (1524-1555) rimase piuttosto inattivo in materia architettonica, accontentandosi di restauri e abbellimenti, sempre sulla falsariga delle dinastie che lo avevano preceduto. In particolare, beneficiarono della sua attenzione le grandi moschee di Kerman, Shiraz e Isfahan e i santuari di Mashhad e Ardabil. In quest'ultimo luogo, si può citare la torre funeraria di Scià Ismail, forse ordinata da egli stesso, ma che fu senza dubbio realizzata durante i primi anni del regno di Scià Tahmasp, anche se non è menzionata la data. Si trova proprio accanto alla torre funeraria del capostipite della dinastia e, proprio per questa vicinanza, ha un diametro contenuto. Sembra quindi un po' sminuita dal suo monumento vicino. Alta nelle misure, contiene tre cupolette sovrapposte, e sfoggia un decoro ceramico suddiviso in numerosi registri per evitare la monotonia. Il colore giallo della ceramica decorativa è, invece, un elemento totalmente nuovo. Sempre ad Ardabil è attribuito a Scià Tahmasp il Jannat Sara, edificio ottagonale con accessori e giardini molto degradato nel XVIII secolo (e poi restaurato). Situato a nord-est della tomba, risale, secondo Morton, agli anni 1536-1540. Il suo uso principale è ancora dibattuto, perché è menzionato come moschea nelle fonti europee, ma non in quelle persiane, il che solleva alcune domande. Era previsto di collocare qui la tomba di Scià Tahmasp, effettivamente sepolto a Mashhad? Da questo luogo provengono i famosi tappeti di Ardabil.
Allo scià Ismail è attribuito anche un palazzo a Tabriz, sua capitale fino al 1555, di cui non sopravvive nulla tranne una descrizione del viaggiatore italiano Michele Membre, che visitò Tabriz nel 1539. Secondo la descrizione, era composto da un giardino circondato da mura, di pietra e terra, con due porte, di un grande meydan a est e da una nuova moschea.
Alla fine del suo regno, Tahmasp organizzò il giardino di Sadatabad. Questo, come tutti i giardini persiani, è diviso in quattro parti da due viali perpendicolari e delimitato da un canale, disposizione che si riscontra particolarmente nei tapis-jardins (letteralmente giardini di tappeti) dello stesso periodo. Contiene bagni, quattro passaggi coperti e tre padiglioni del piacere: il Gombad-e Muhabbat, l'Iwan-e Bagh e il Chehel Sutun. Il nome di quest'ultimo, costruito nel 1556, significa "palazzo delle quaranta colonne", nome che si spiega con la presenza di venti colonne che si specchiano in uno stagno. Nella tradizione persiana, il numero quaranta è spesso usato per indicare una grande quantità. Questa piccola costruzione un tempo serviva da luogo di udienza, per banchetti e per usi più privati. Era decorata con pannelli dipinti con scene letterarie persiane, come la storia di Farhad e Shirin, nonché scene di caccia, feste e polo. Fasce floreali circondavano questi pannelli, basati su modelli dello stesso Scià Tahmasp, o ancora di Muzaffar Ali o Muhammadi.
Nella città di Nain, la casa del governatore, progettata con quattro iwan, presenta un decoro elaborato e fu costruita tra il 1565 e il 1575, con una tecnica rara e molto sofisticata: sopra una mano di vernice rossa, l'artista ha posto un rivestimento, e poi graffiato per consentire ai motivi di apparire in silhouette rosse, motivi che ricordano quelli nei libri e sulla stoffa. Vi si trovano combattimenti di animali, principi in trono, scene letterarie (Khosrow e Shirin, Yusuf e Zuleykha), un gioco di polo, scene di caccia e altro. Si nota che le sagome si curvano e che il taj, il copricapo caratteristico dei Safavidi all'inizio dell'impero, era scomparso seguendo la moda del tempo. Tra i motivi a volute ci sono rappresentazioni calligrafiche delle quartine del poeta Hafez.

### Sotto Scià Abbas
Il regno di Scià Abbas segnò l'esplosione dell'architettura safavide, con la costruzione di una nuova Isfahan.

#### Isfahan

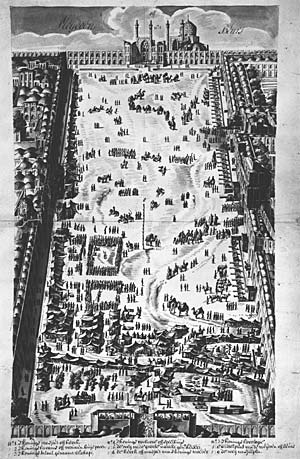
Schizzo del meydan di G. Hofsted van Essen, 1703, biblioteca Università di Leida.

Per la terza volta, nella storia dei Safavidi, la capitale dell'impero cambiò sotto Scià Abbas: venne spostata a Isfahan, una città in una posizione più centralizzata di Tabriz o Qazvin (che si trova tra Teheran e Tabriz). Fu così costituita una nuova capitale accanto alla città antica, organizzata attorno a un meydan, un grande luogo lungo 512 metri e largo 159. Da una parte si erge la moschea dello Scià, dall'altra l'oratorio dello Scià, detto Moschea dello sceicco Lotfollah, mentre il Palazzo Ali Qapu si apre su un grande viale di piacere (Chahar Bagh) e il gran bazar conduce alla vecchia moschea del Venerdì. Due ponti attraversano il fiume Zayandeh, portando ad una sezione armena che prese il nome di Nuova Julfa.

##### Ali Qapu

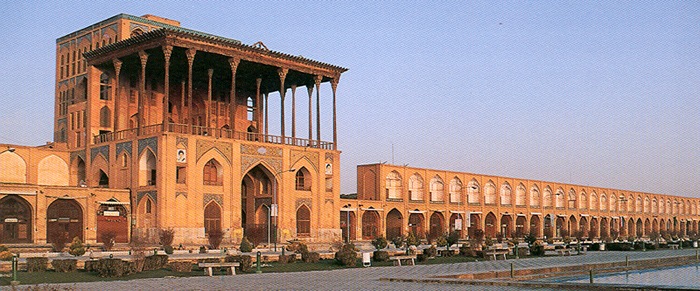
Ali Qapu e i portici del meydān, Isfahan, inizi del XVII secolo

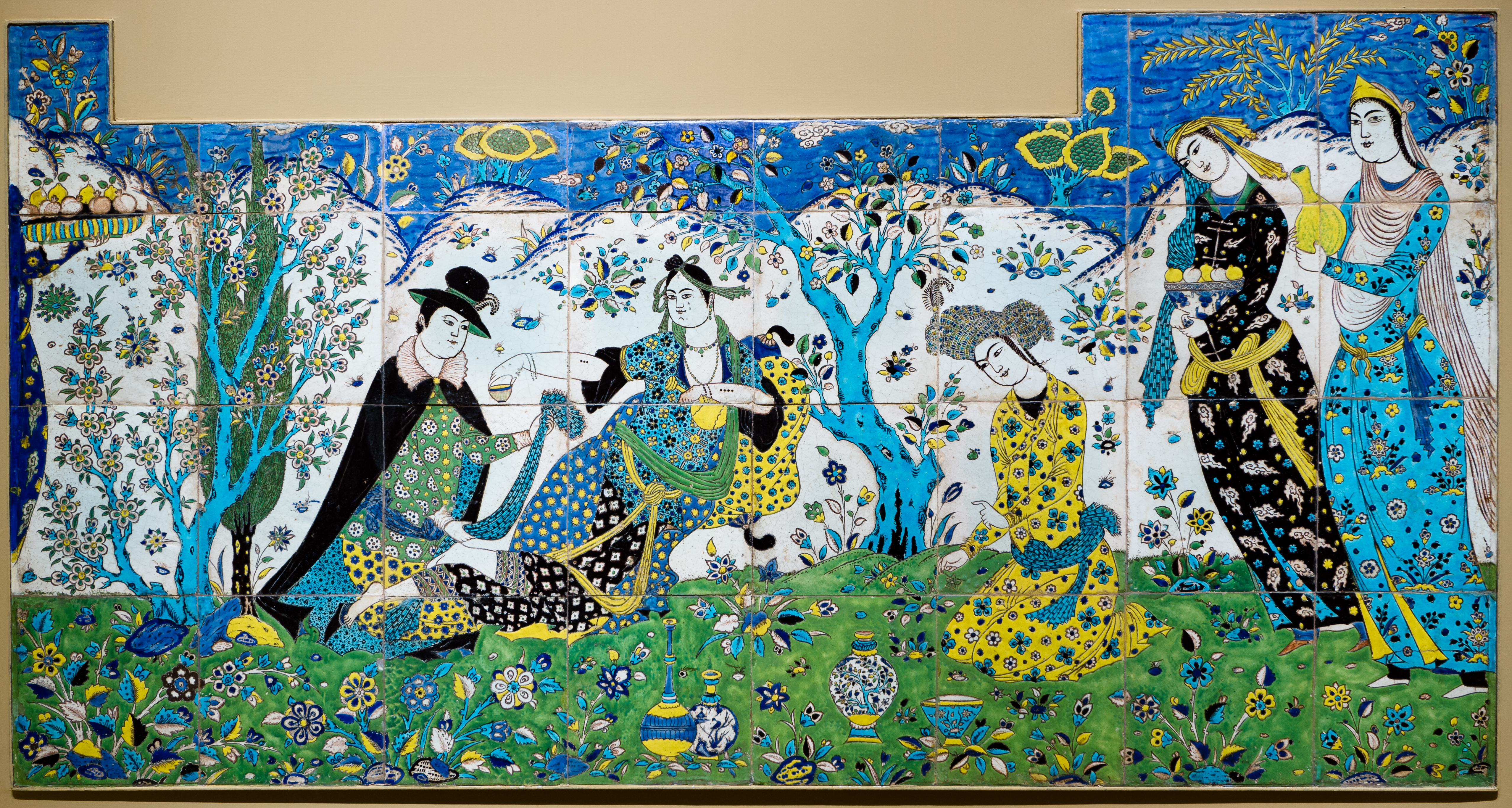
Pannello Safavide in ceramica "Garden Gathering" pasta ceramica dipinta e invetriata policroma (tecnica cuerda seca)

Edificio piuttosto alto, aperto da un lato sul meydan e dall'altro sul Chahar Bagh, il palazzo Ali Qapu fu costruito senza dubbio in due fasi, secondo Galieri, che lo studiò a lungo. Vi si ritrovano tratti caratteristici dell'architettura persiana, come il gusto per le proporzioni a due livelli: un livello, il portico della parte superiore (talar), o ancora la pianta cruciforme. L'arredamento ricorda spesso l'arte del libro contemporanea, con nuvole cinesi, uccelli in volo e alberi in fiore ritratti con colori tenui. Le stanze superiori, dette "stanze della musica", presentano un decoro di piccole alcove a forma di bottiglie dal collo lungo.

##### Il Qaysarieh, o Gran Bazar

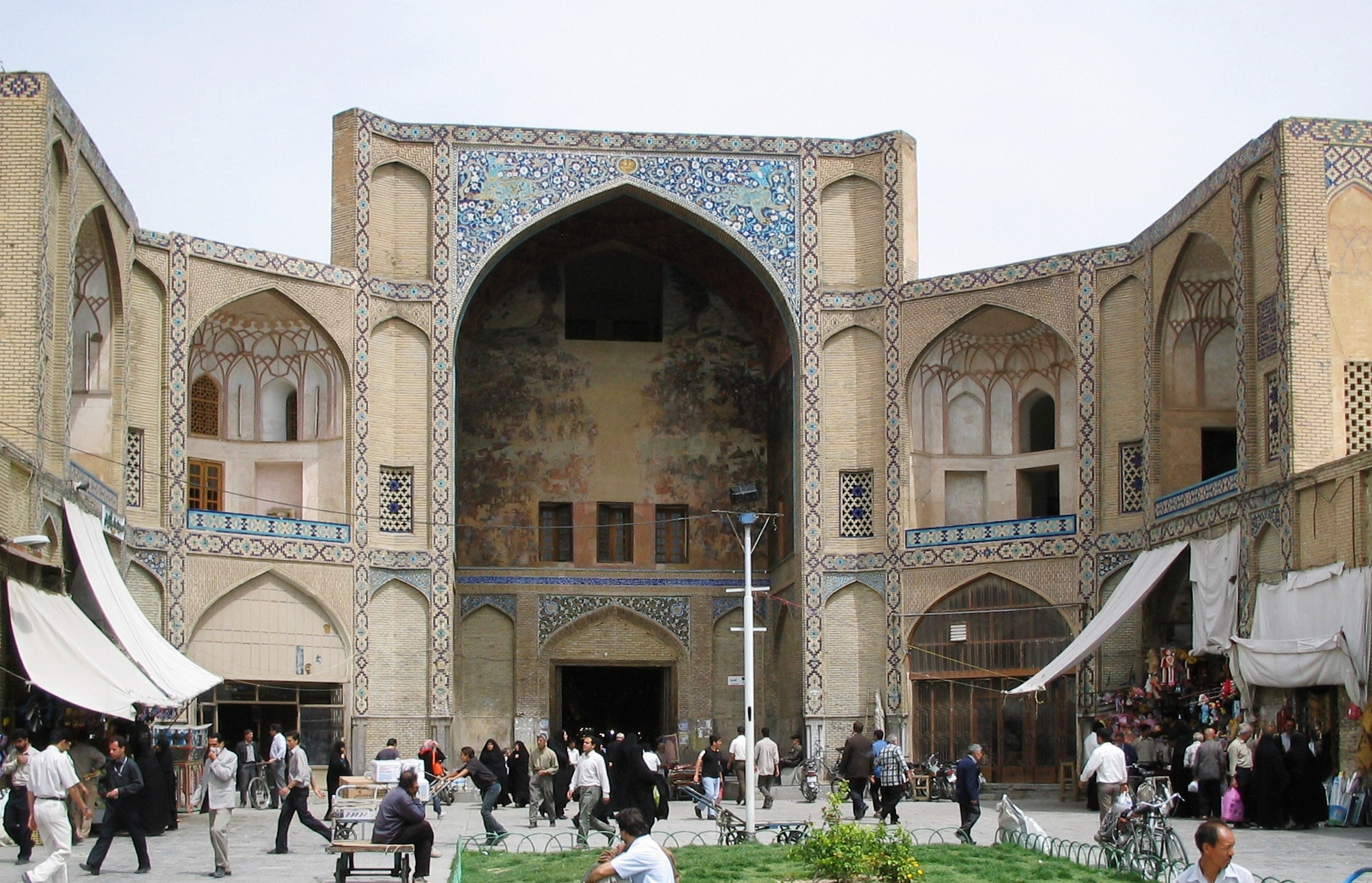
Ingresso al Qaysarieh

Il Gran Bazar è collegato da un lato al vecchio mercato e dall'altro al meydan. Sul lato che si apre sul meydan, la sua alta volta a costoloni sporgenti racchiude una struttura a più piani, di cui la parte superiore era riservata all'orchestra dello Scià mentre nella parte inferiore si trovavano botteghe e abitazioni. La decorazione a mosaico in ceramica è la prova che lo Scià aveva tanto interesse per l'architettura per scopi civili quanto per quelli religiosi o di piacere.

##### La moschea dello sceicco Lotfollah, o l'oratorio dello Scià

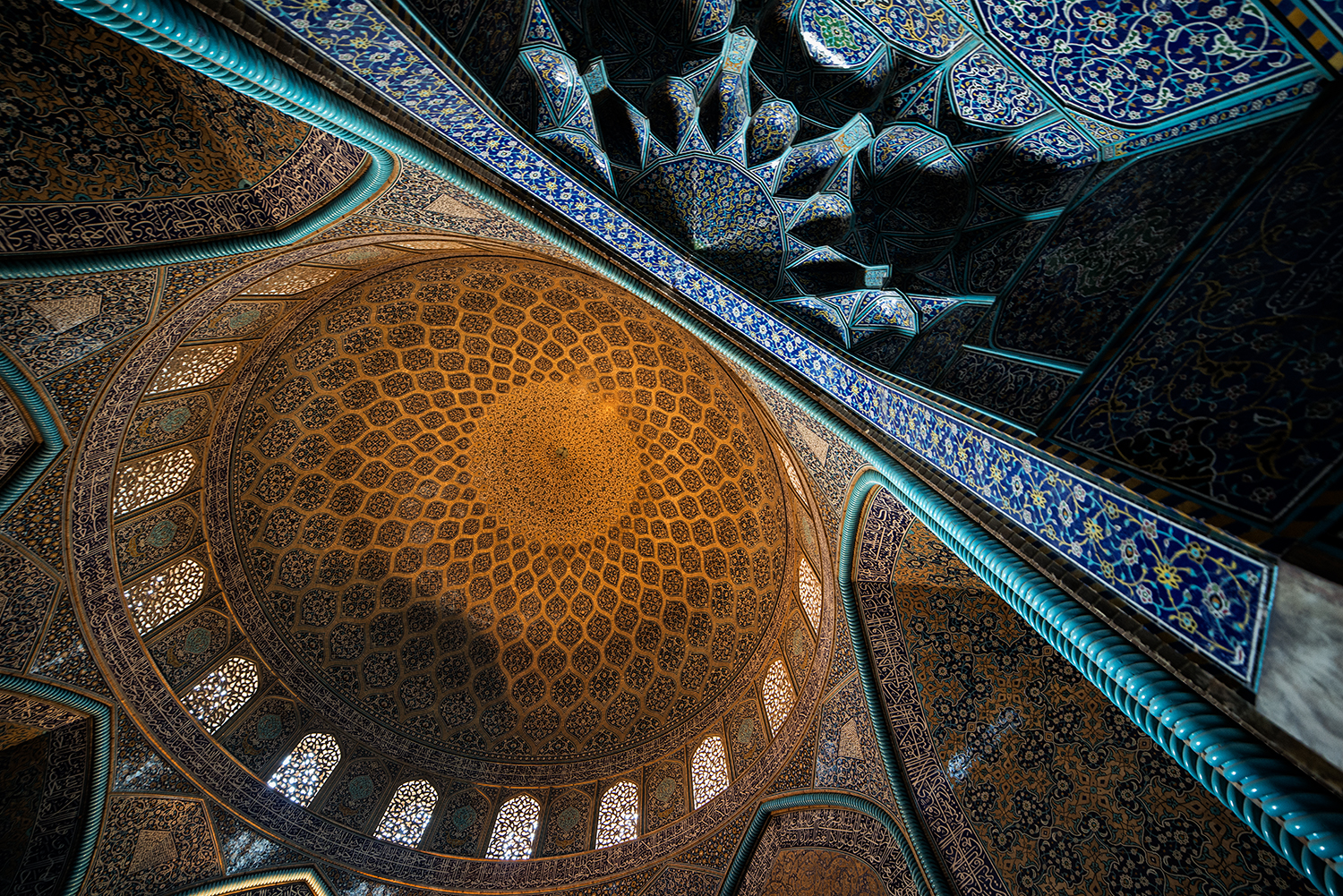
Moschea dello sceicco Lotfollah, Isfahan, interno

Questa moschea fu la prima ad essere costruita nella nuova Isfahan, prima della grande moschea dello Scià. La sua costruzione si protrasse per sedici lunghi anni, ma due date (1616 sulla cupola e 1618 nel mihrab) tendono a mostrare che fu completata intorno al 1618. L'architetto fu Muhammad Riza ibn Husayn, e il calligrafo forse Reza Abbasi, un grande pittore e calligrafo persiano.
La pianta di questa moschea è piuttosto insolita, con un ingresso tortuoso e volutamente buio che conduce a una sala di preghiera completamente coperta da una cupola e aperta su un grande portale. L'assenza di un cortile è particolare. Il decoro è in marmo giallo, con nicchie disposte ai lati con ricche stalattiti, e uno strato esterno di ceramica. La colorazione della cupola esterna è piuttosto singolare, dominata dal colore della terra.

##### La Moschea dello Scià

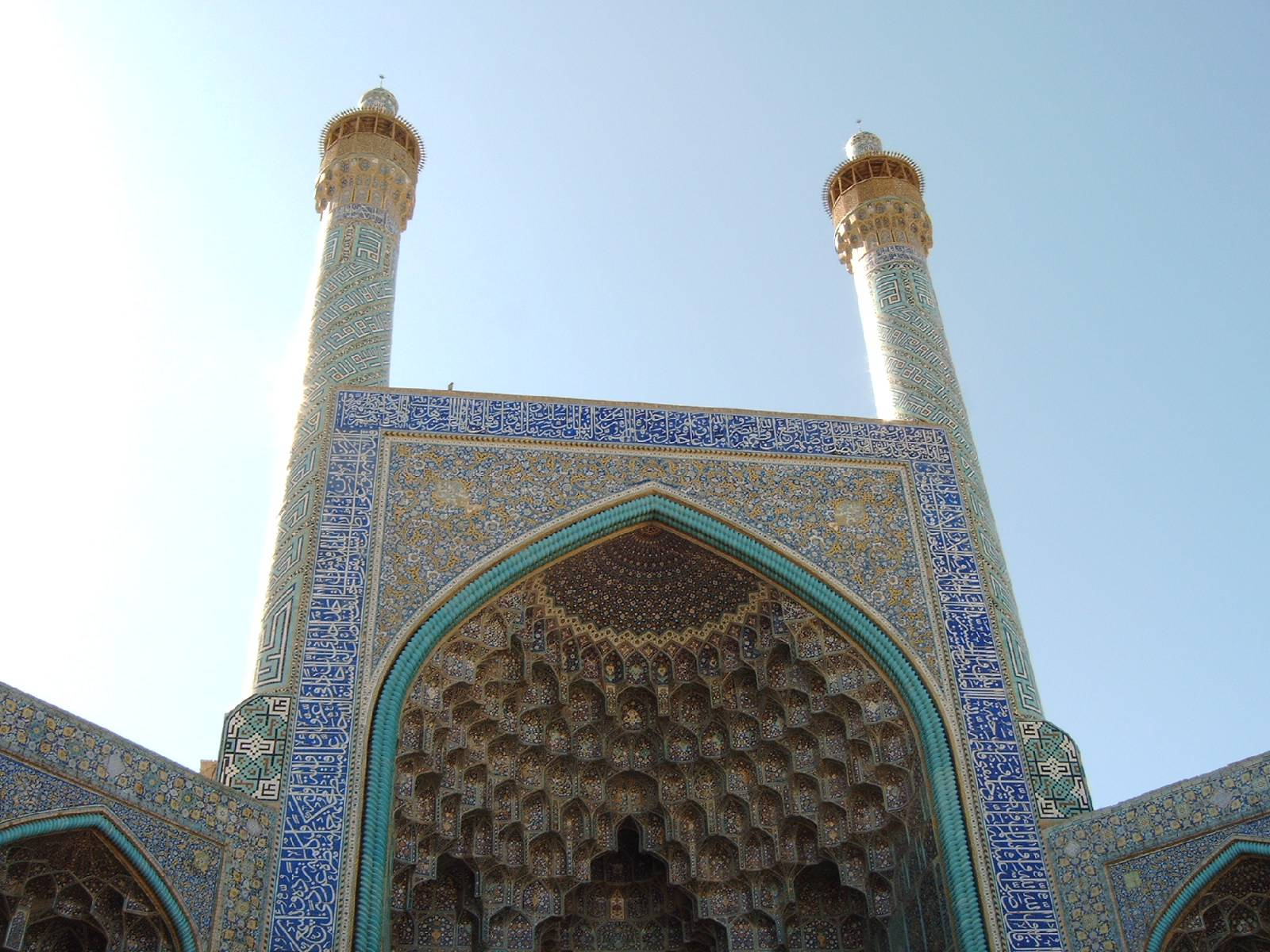
Ingresso alla Moschea dello Scià

La Moschea dello Scià fu costruita tra il 1612 e il 1630 sotto la direzione degli architetti Muhibb al-Din Ali Kula e Ustad Ali Akbar Isfahani. Le sue dimensioni sono colossali: 140 metri per 130, pari a una superficie di 18.000 metri quadrati, circa le dimensioni di tre campi da calcio. La pianta è però molto più ortodossa di quella della moschea dello sceicco Lotfollah: è rigorosamente simmetrica, con quattro iwan e due cupole, con i minareti che svettano davanti alla sala di preghiera. In una parte e nell'altra dell'edificio ci sono due madrase.
La pianta dell'edificio, come il suo arredamento, mostrano una grande coerenza. La piastrellatura in ceramica ricopre tutta la superficie delle pareti, ma il retro degli iwan è spesso trascurato a favore della facciata. Il colore dominante è il blu, quasi a dare l'impressione di un manto azzurro, e dona un senso di unità all'insieme. Si possono fare confronti con l'arte del libro.

##### Il ponte Si-o-se Pol

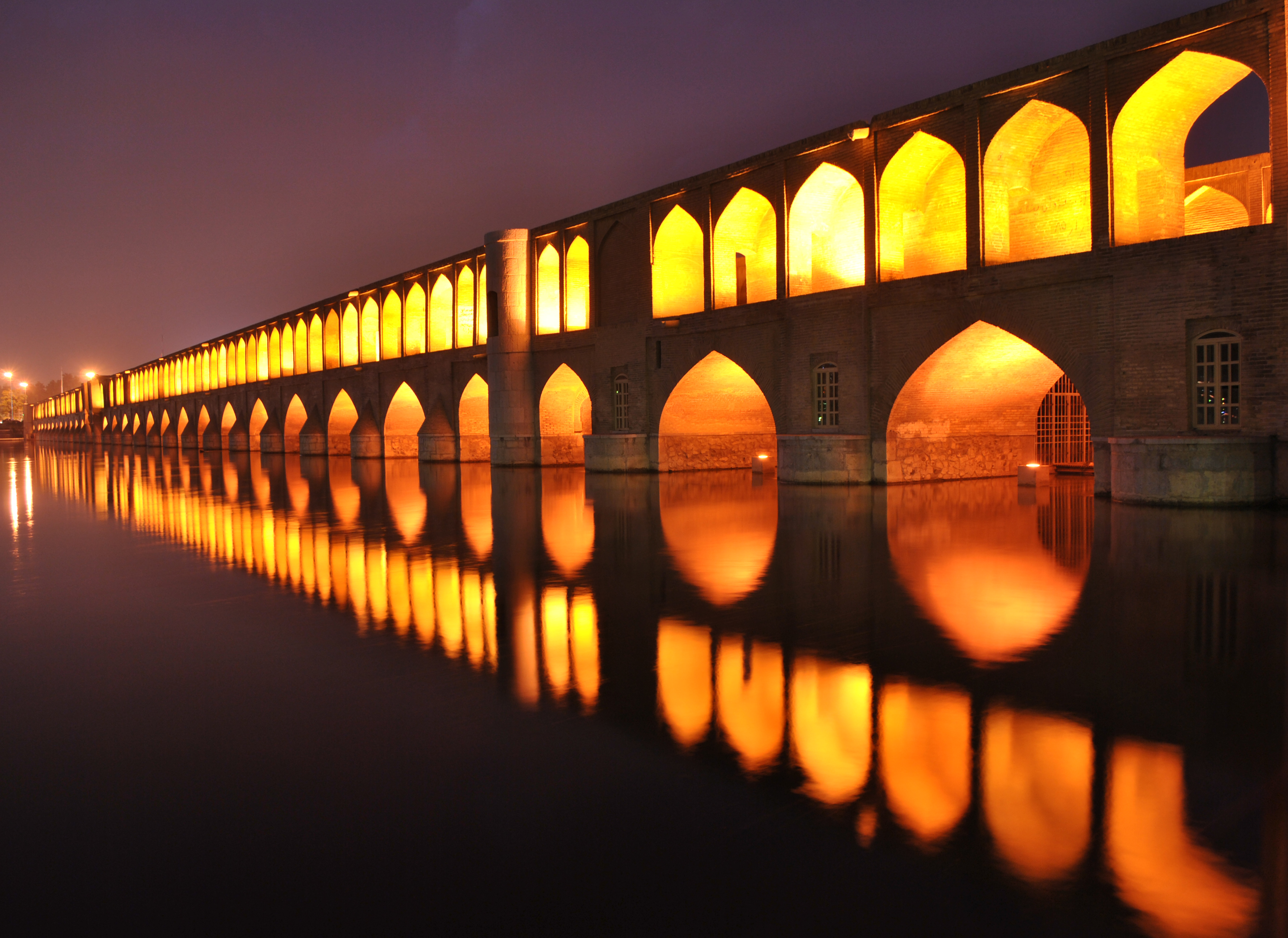
Il ponte Allaverdikhan di notte.

Databile al 1608, il ponte Si-o-se Pol fu costruito per ordine di Allahverdi Khan, ministro georgiano di Scià Abbas. È contenuto nella continuità di Chahar Bagn. Con i suoi portici, ai lati e alla base, offre anche la possibilità di passeggiare su più livelli, a seconda dell'altezza dell'acqua. Serviva, ovviamente, come mezzo di passaggio, ma anche come diga, per regolare il flusso del fiume. Attraversandolo, l'acqua sembrava una grandiosa fontana, grazie alle "marche". A lato c'è un talar, il chiosco degli specchi, dal quale il sovrano poteva osservare il fiume.

### Sotto Scià Abbas II

#### Il Chehel Sotoun

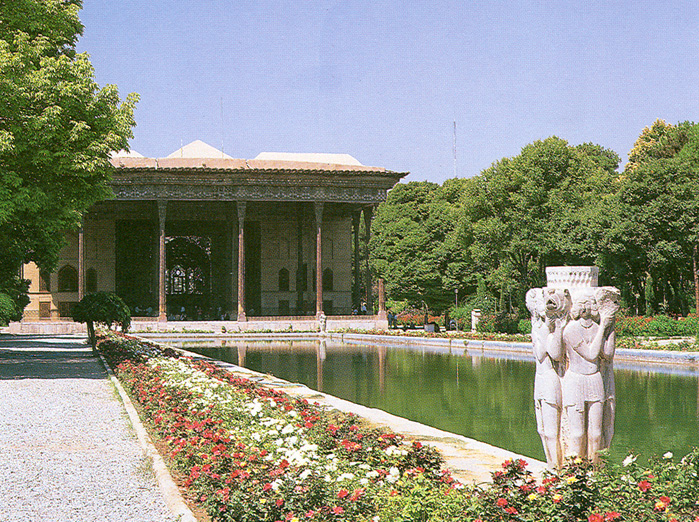
Il Chehel Sotoun, 1647–48?, Isfahan

Questo edificio, la cui data è molto controversa, fu senza dubbio costruito sotto il regno di Scià Abbas II, poi ridecorato negli anni 1870. Secondo un poema iscritto sull'edificio e un altro di Muhammad Ali Sahib Tabrizi, sarebbe stato realizzato nel 1647-1648, e se alcuni ricercatori ritengono che questo edificio sia stato costruito in più fasi, la maggioranza è incline a pensare che sia stato costruito tutto in una volta, perché è abbastanza coerente. È un edificio rettangolare, con colonne sporgenti che si riflettono negli stagni (chehel sotoun che significa "quaranta colonne" in persiano).

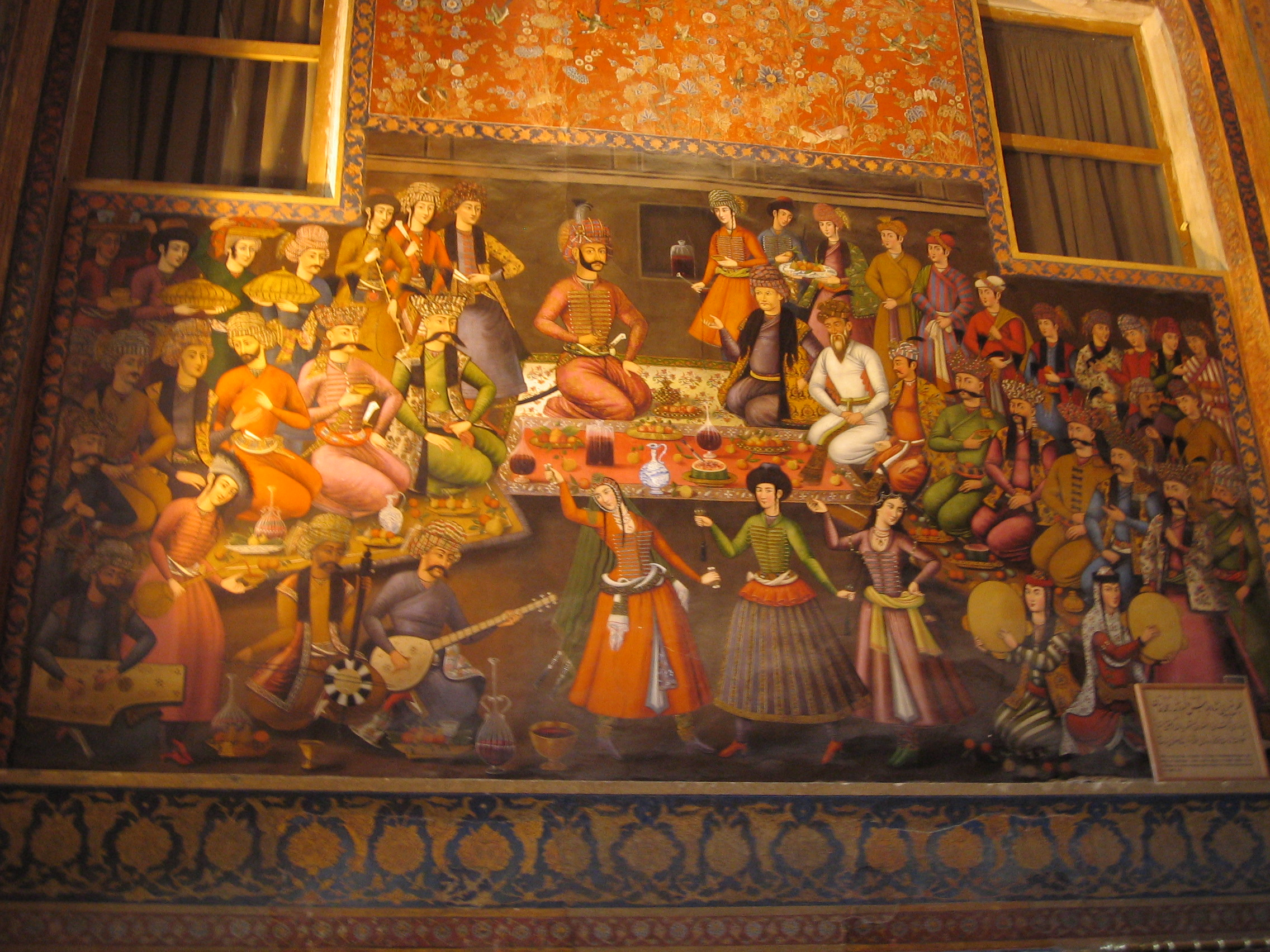
Affresco dal Chehel Suton: Scià Abbas II e la sua corte

Il Chehel Sotoun è decorato con grandi dipinti storici, che esaltano la magnanimità o il coraggio in battaglia di vari grandi sovrani della dinastia: una scena di battaglia con Scià Ismail, una con il sultano moghul Humayun che viene ricevuto da Scià Tahmasp, un'altra con Vali Nadr Muhammad Khan, sovrano di Bukhara tra il 1605 e il 1608, ricevuto da Scià Abbas I, e infine, un'evocazione della presa di Kandahar da parte di Scià Abbas II, che dovette essere aggiunta in seguito, poiché la città non cadde fino al 1649. Anche nelle stanze secondarie si trovano numerose scene galanti e figure in piedi. Si notano influenze occidentali nell'arredamento (l'apertura su un paesaggio, somiglianze con il quartiere armeno) e influenze indiane (un cavallo colorato con l'henné, iwan ricoperti di specchi.)

#### Ponte Khaju
Si tratta del secondo ponte più grande di Isfahan, costruito 50 anni dopo il Si-o-se Pol. Il ponte Khaju presenta una struttura simile ma leggermente più complessa, con [brise-flots] a forma di ventaglio, che consentivano più spettacolari effetti d'acqua.

### La fine del periodo

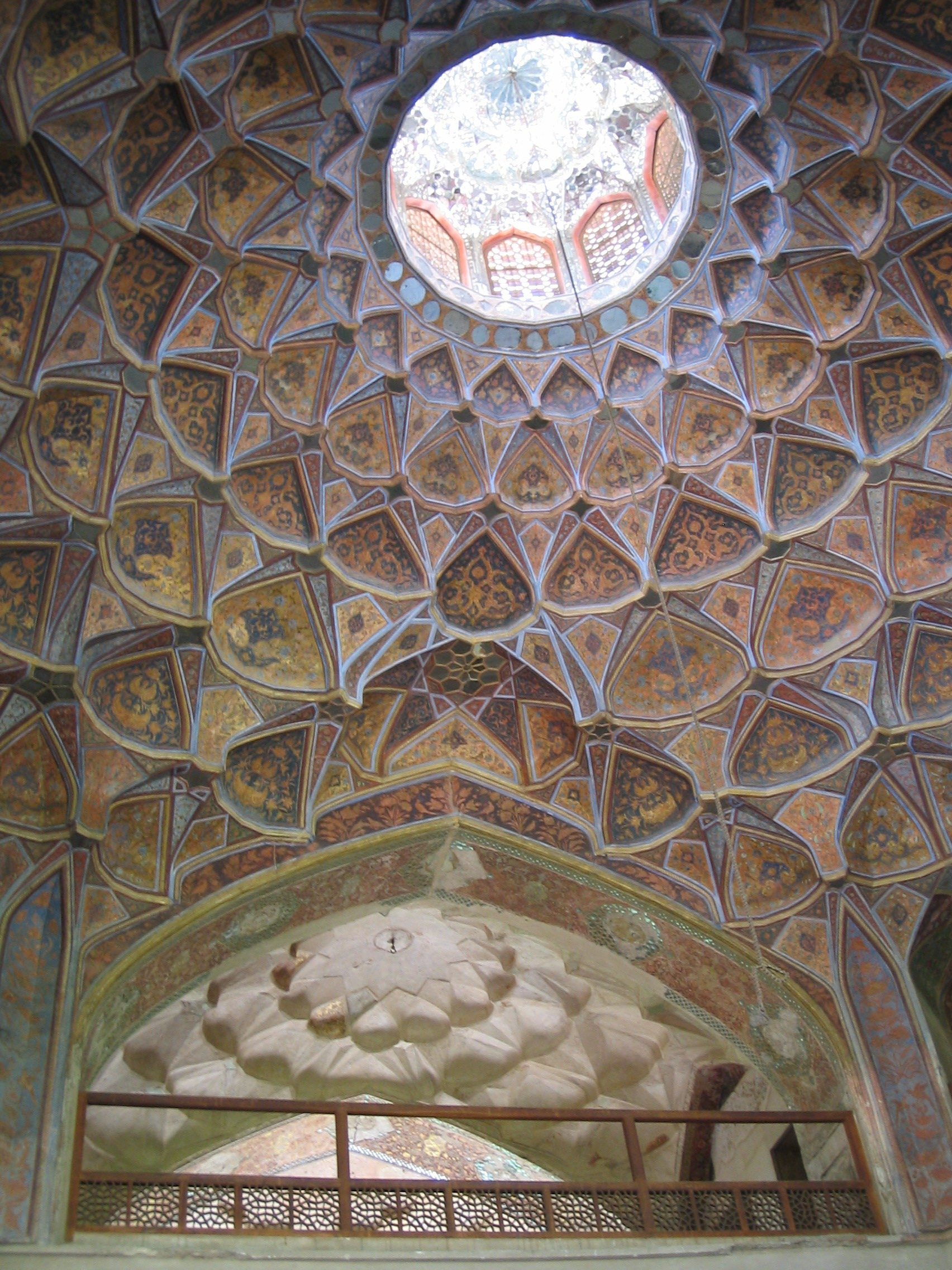
Soffitto di Hasht Behesht, Isfahan

Si possono ancora evocare due edifici di Isfahan, risalenti al tardo periodo safavide. L'Hasht Behesht (gli "otto paradisi") è composto da un padiglione con otto piccole entità distribuite intorno a una grande stanza sotto una cupola con quattro iwan. Piccole volte coronano gli ambienti secondari, decorati con specchiature che fanno apparire le superfici in movimento. La decorazione esterna, in ceramica, è notevole per l'ampio uso del giallo. Questo edificio è datato agli anni 1671.

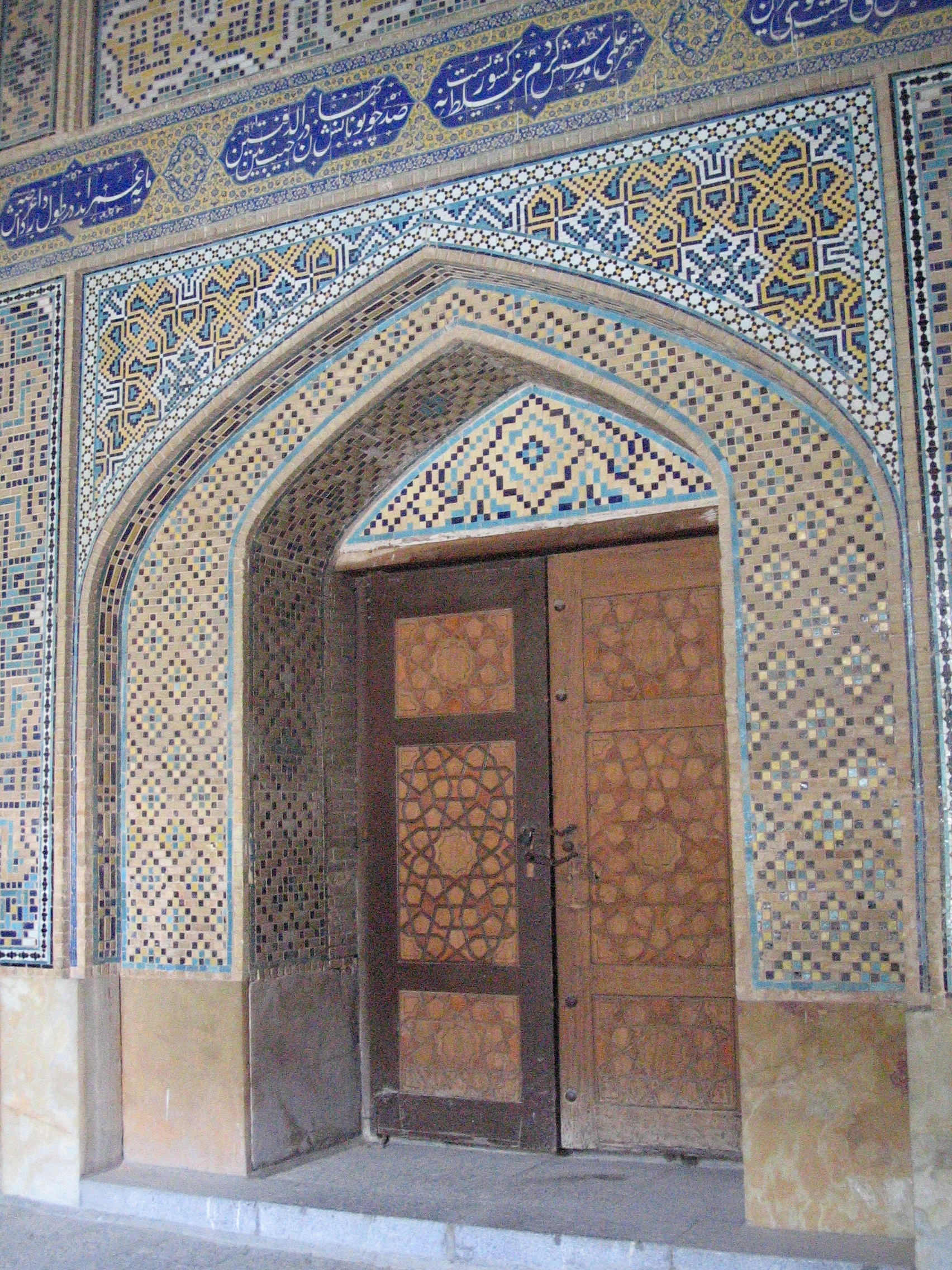
Porta nella madreseh Mādar-e Shah, Isfahan

La madrasa Madar-i Shah, o madrasa della madre dello Scià, è sul Chahar Bagh ed è datata 1706-1714. Non porta alcuna innovazione architettonica e quindi evoca la stagnazione dell'architettura di questo periodo: un piano di quattro iwan e una cupola che ricorda la moschea dello Scià costituiscono la maggior parte dei suoi elementi architettonici. L'arredo, fortemente geometrico, è invece un po' diverso da quello seicentesco, con una tavolozza dominata dal giallo, dal verde e dall'oro, e una fitta rete di vegetazione rispetto a quella della moschea dello Scià.

## Arte

### Ceramica

#### Sotto Scià Ismail e Scià Tahmasp

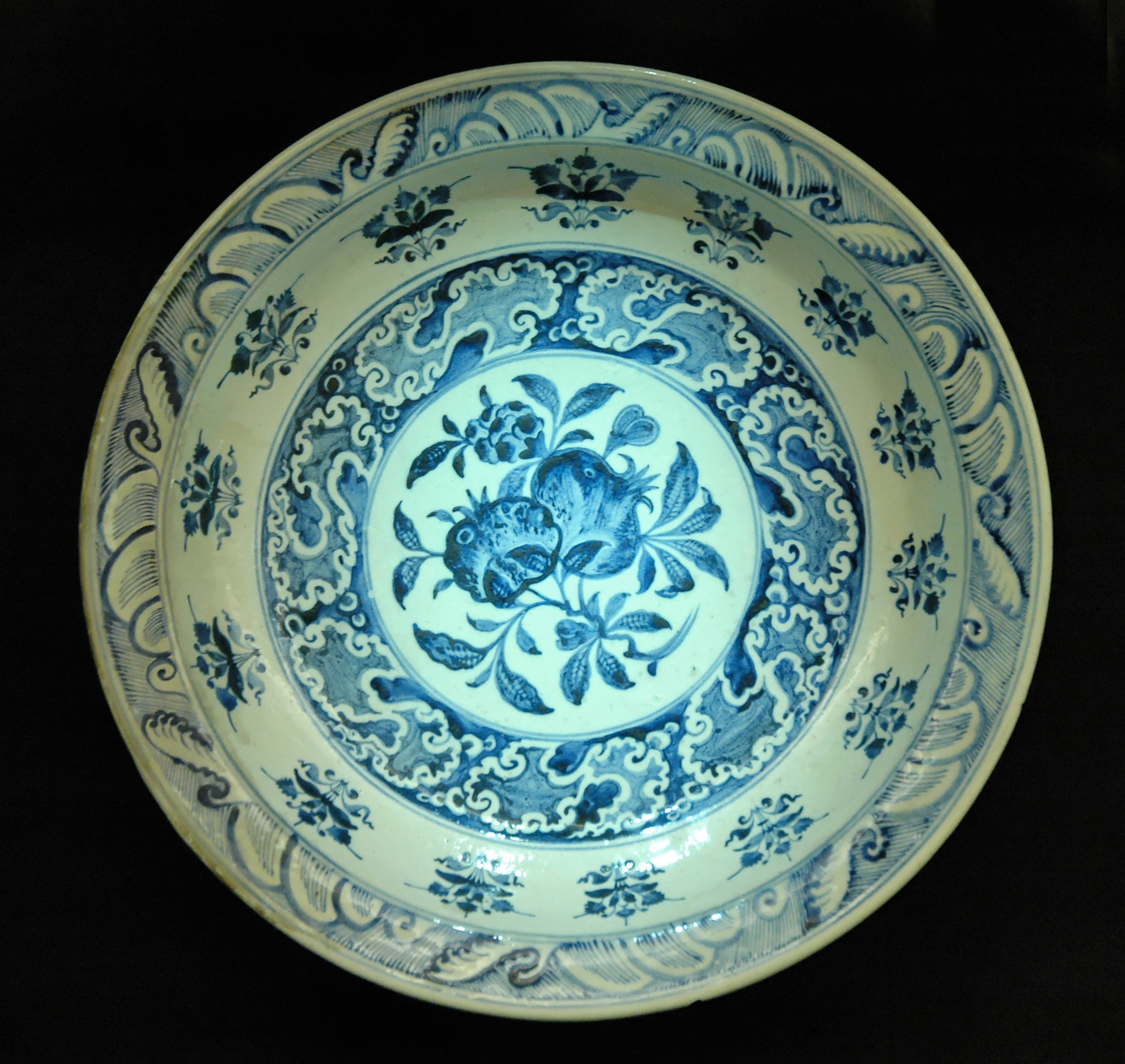
Piatto decorato con due melograni, v. 1500, Museo del Louvre

Lo studio e la datazione della ceramica sotto Scià Ismail e Scià Tahmasp è difficile perché ci sono pochi pezzi datati o che menzionano il luogo di produzione. È anche noto che i personaggi più potenti preferivano di gran lunga la porcellana cinese a quella prodotta localmente. Molte sedi dei laboratori sono state però individuate, anche se non con certezza:
- Nishapur
- Kubachi (per ceramica architettonica)
- Kerman (pezzi monocromatici stampati)
- Mashhad
- Yazd (basato su una cisterna al British Museum)
- Shiraz (citato da Chardin)
- Bordabas
- Gambrun
- Nain

I primi cinque sono più certi degli ultimi quattro, essendo stati citati nelle fonti, ma nessuno lo è in maniera assoluta.
In generale, i decori tendono ad imitare quelli della porcellana cinese, con la produzione di pezzi blu e bianchi con forma e motivi cinesi (aquiloni, nuvole, draghi ecc.), In ogni caso, il blu persiano si distingue da quello cinese per le sue sfumature più numerose e sottili. Spesso, nei motivi dei rotoli compaiono quartine di poeti persiani, a volte legate alla destinazione del brano (allusione al vino per un calice, ad esempio). Si può notare anche un tipo di decoro completamente diverso, molto più raro, che porta un'iconografia molto specifica dell'Islam (zodiaco islamico, scaglie di gemme, arabeschi) e sembra influenzato dal mondo ottomano, come testimoniano gli "anthemions" bordati di piume (ornamenti a caprifoglio) ampiamente utilizzati in Turchia.
Sono stati prodotti numerosi tipi di pezzi: calici, piatti, bottiglie a collo lungo, sputacchiere, ecc. Si possono notare bottiglie con colli e pance molto piccoli, piatte da un lato e molto arrotondate dall'altro: un esempio si trova al Victoria and Albert Museum, un altro al Palazzo d'Inverno di San Pietroburgo.

#### Tra il regno di Scià Abbas e la fine dell'impero

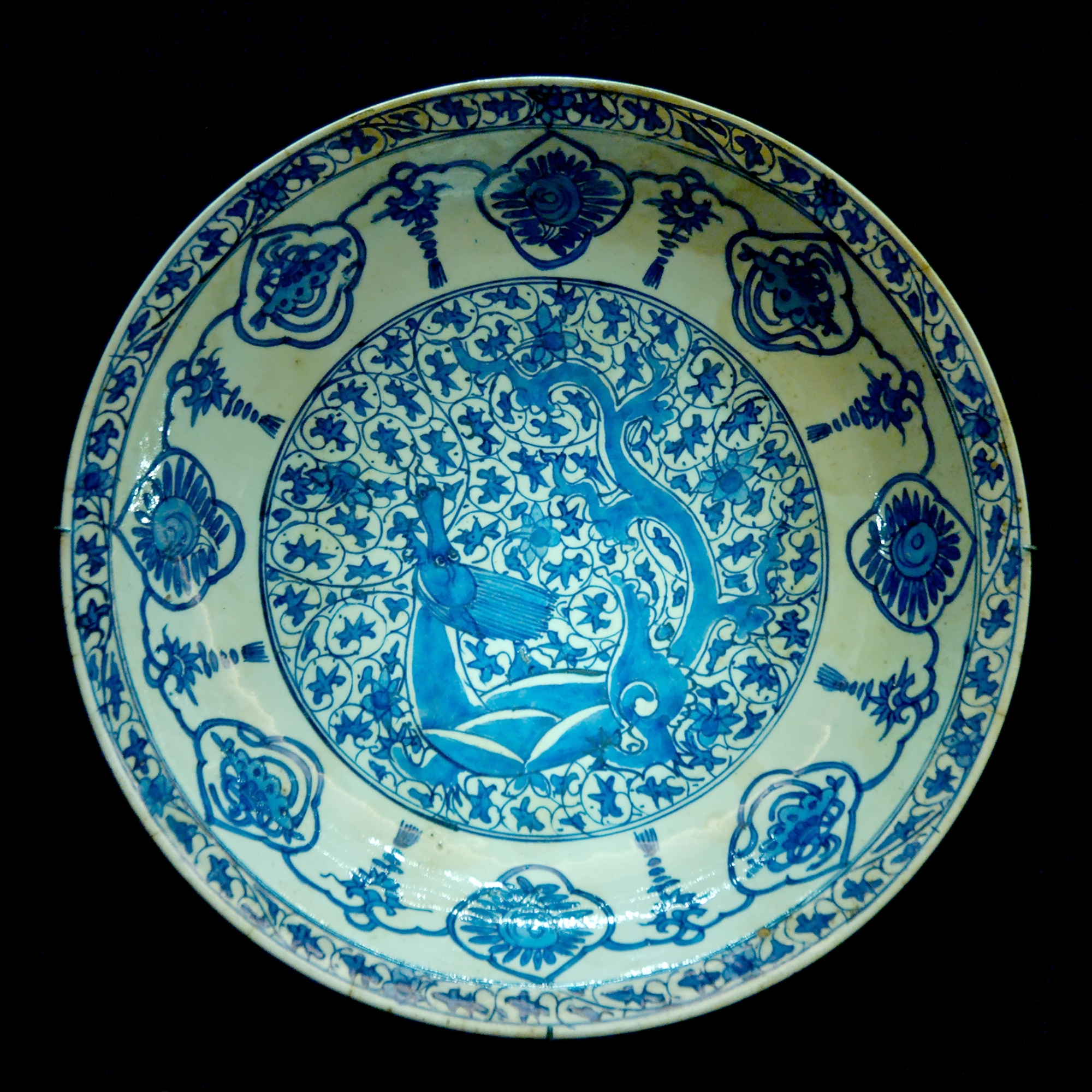
Piatto decorato con drago, XVII secolo, ispirato alla ceramica cinese blu e bianca del XV secolo, il Louvre

Tra le ceramiche petrografiche si possono distinguere quattro gruppi, ciascuno legato a un metodo di produzione:
- Lias
- Mashhad
- Tabriz (un centro che rimane ipotetico, forse con un laboratorio sostenuto dalla beneficenza reale)
- un centro non identificato che produceva blu e bianchi imitando la ceramica wanli (porcellana kraak)

Con la chiusura del mercato cinese, nel 1659, la ceramica persiana raggiunse nuove vette, per soddisfare le esigenze europee. La comparsa di falsi segni di botteghe cinesi sul retro di alcune ceramiche segnava il gusto che si era sviluppato in Europa per le porcellane dell'estremo oriente, soddisfatto in gran parte dalla produzione safavide. Questa nuova destinazione portò ad un più ampio uso dell'iconografia cinese ed esotica (elefanti) e all'introduzione di nuove forme, a volte sorprendenti (narghilè, piatti ottagonali, oggetti a forma di animale).
Nello stesso periodo apparvero nuove figure, influenzate dall'arte del libro: giovani coppieri eleganti, giovani donne dalle sagome curve, o ancora cipressi che impigliano i loro rami, che ricordano i dipinti di Reza Abbasi. Si nota l'uso di bellissimi gialli, e della tecnica del lustro ancora presente in alcuni pezzi ne XVII e XVIII secolo.

#### Un caso eccezionale: la ceramica di Kubacha

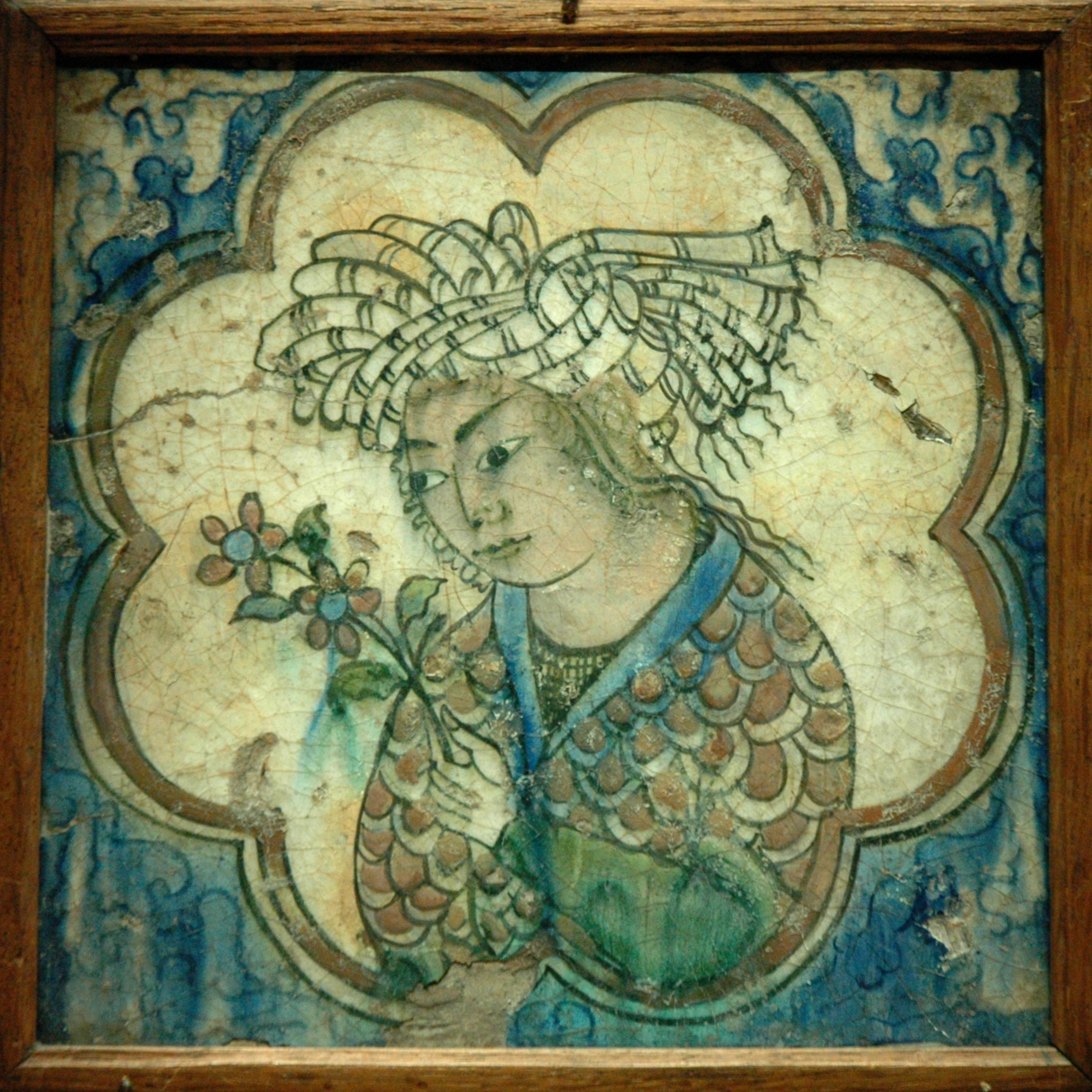
Piastrella con giovane. Maiolica, dipinta su ingobbio e sotto smalto trasparente. Iran nordoccidentale, ceramica Kubacha, XVII secolo.

La scoperta, sui muri delle case di Kubacha, di ceramiche di stile molto omogeneo ha portato rapidamente gli storici a ritenere che esistesse un centro di produzione in questa città. L'interpretazione è stata però contestata da Arthur Lane e da molti altri dopo di lui, e sembra oggi essere errata.
Questa serie venne prodotta nell'arco di tre secoli, nel corso dei quali si evolvette notevolmente, ma mantenne un foro nelle basi per l'attaccatura dei pezzi. Schematicamente, si possono distinguere tre periodi:
- Nel XV secolo, bicolore con smalto verde e motivi dipinti in nero.
- Nel XVI secolo, bicolore con smalto turchese e motivi ancora in nero.
- Nel XVIII secolo, multicolore (cobalto, rosso tenue [rouge terne], giallo arancio), con influenze dall'arte del libro e dall'arte ottomana e indiana.

La serie Kubacha rimane molto misteriosa, e sono stati proposti molti centri di produzione senza una reale risoluzione della questione.

### Arte dei metalli

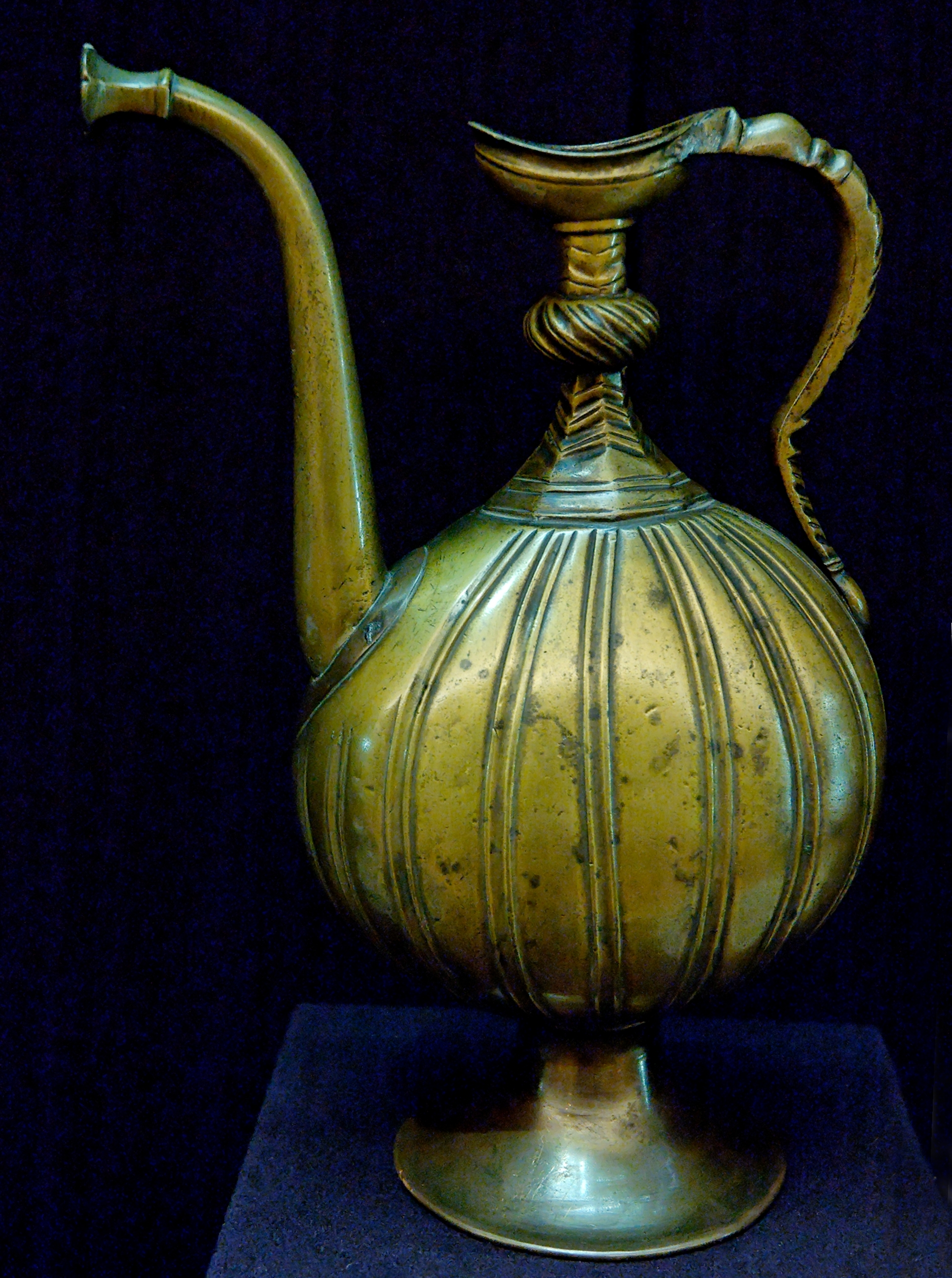
Brocca. Bronzo, Iran, XVI secolo. Museo del Louvre

L'arte dei metalli subì un graduale declino durante la dinastia safavide e rimane difficile da studiare, soprattutto a causa del limitato numero di pezzi datati.
Sotto Scià Ismail, si nota una perpetuazione delle forme e delle decorazioni degli intarsi timuridi: motivi di glorie a forma di mandorla, di shamsa (soli) e di nuvole si trovano sui calamai a forma di mausoleo o sulle brocche globulari che ricordano la "giada uno" di Uluğ Bek.
Sotto Scià Tahmasp, gli intarsi scomparvero rapidamente, come testimoniato da un gruppo di candelieri a forma di pilastri. Si nota invece la comparsa di paste colorate (rosso, nero, verde) in sostituzione della multicolorazione precedentemente fornita dagli intarsi d'argento e d'oro. Si nota anche l'inizio della lavorazione dell'acciaio, in particolare mediante forature, per attualizzare gli elementi di fasciame delle porte e degli stendardi.

### Lavori in pietra dura
Conosciamo diverse incisioni in pietra dura, il più delle volte databili al XVI secolo. Esiste anche una serie di brocche a ventre globulare, montate su una basetta anulare e dal collo largo e corto. Due di queste (una in giada nera intarsiata d'oro, l'altra in giada bianca) recano inciso il nome di Ismail I. Il manico è a forma di drago, che tradisce un'influenza cinese, ma questo tipo di brocca arriva infatti direttamente dal periodo precedente: il suo prototipo è la brocca di Uluğ Bek. Conosciamo anche lame e manici di coltelli in giada, spesso intarsiati con fili d'oro e incisi.
La pietra dura serviva anche per realizzare gioielli da intarsiare in oggetti metallici, come la grande bottiglia di zinco intarsiata d'oro, rubini e turchesi datata al regno di Ismail e conservata al museo del Topkapi di Istanbul.

### Tappeti persiani

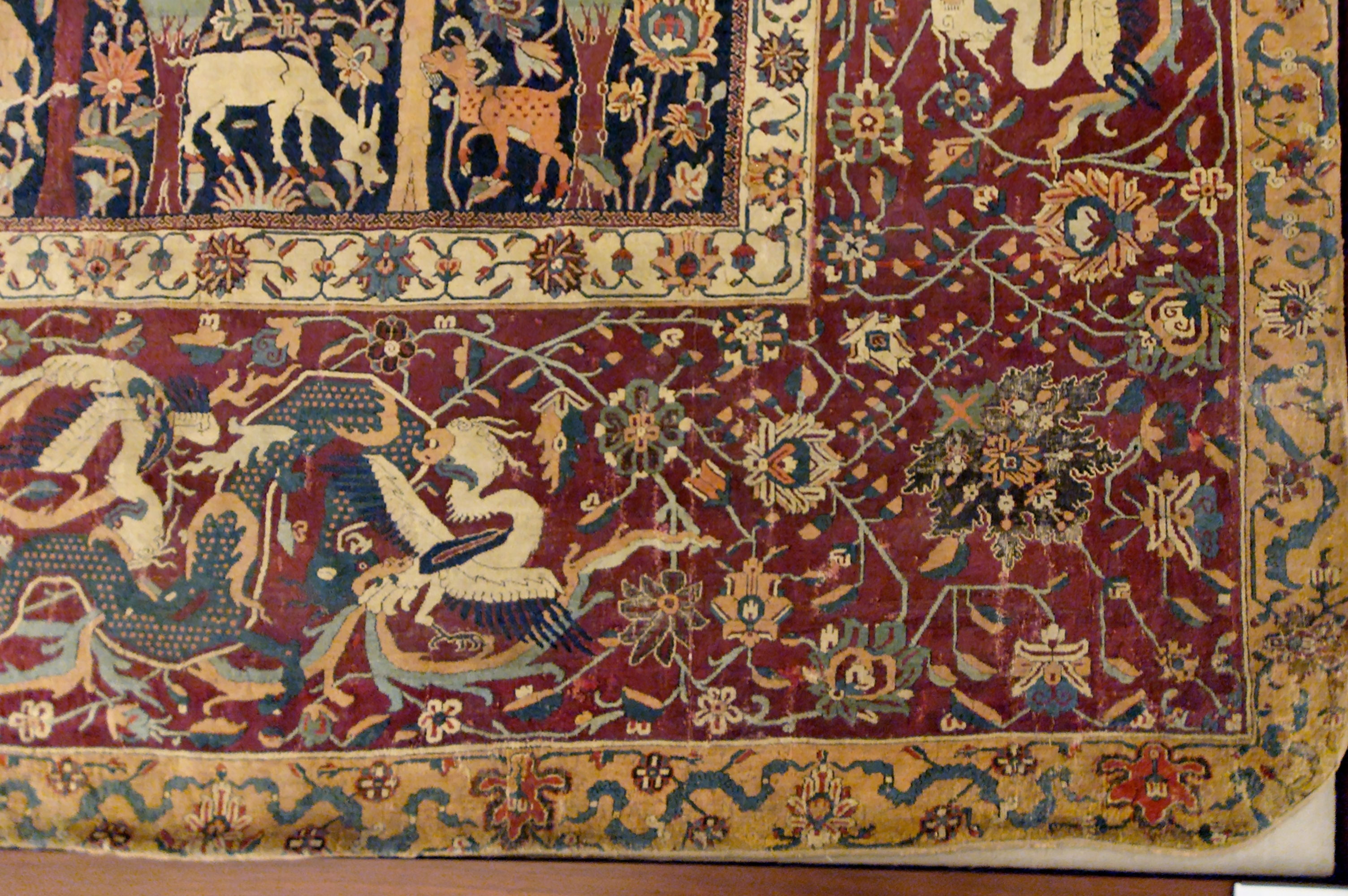
Particolare del "Tappeto di Mantes ", raffigurante scene di animali e di caccia. Iran nordoccidentale, XVI secolo. Ordito e trama: lana; pelo: lana; nodo asimmetrico. Il tappeto ricopriva un tempo il pavimento della collegiata di Mantes-la-Jolie (Yvelines, Francia), da cui il nome. (Louvre).

Del periodo safavide si sono conservati numerosi tappeti (tra 1500 e 2000), ma la datazione e l'accertamento dell'origine rimane molto difficile. Le iscrizioni sono un prezioso indicatore per determinare gli artisti, i luoghi di fabbricazione, gli sponsor ecc. Inoltre, una volta che un tappeto è stato realizzato ed è rimasto in un luogo particolare, permette di identificare altri pezzi ad esso correlati.
È generalmente accettato tra gli specialisti che furono i Safavidi a trasformare il tappeto da produzione di artisti di tribù nomadi allo status di "industria nazionale" i cui prodotti venivano esportati in India, nell'Impero ottomano e in Europa. Durante il periodo safavide, fiorì l'esportazione di tappeti, verso destinazioni europee (a volte attraverso la colonia portoghese di Goa) e nell'Impero Moghul, dove i tappeti persiani stimolarono la produzione locale. Alcuni tappeti safavidi venivano trasportati, dalla Compagnia Olandese delle Indie Orientali, verso Giacarta, lo Sri Lanka, la Malesia, Kochi, in India e i Paesi Bassi. All'impero persiano giungevano ordini europei per la tessitura di tappeti speciali: ad esempio, il gruppo dei "tappeti polacchi" venne senza dubbio annodato a Isfahan, ma alcuni portano lo stemma della Polonia.
Sulla base dei resoconti dei viaggiatori e di altre fonti scritte, sembra che esistessero laboratori per i tappeti reali a Isfahan, Kashan e Kerman. Questi laboratori producevano tappeti per il palazzo e le moschee dello Scià, ma anche da offrire a monarchi vicini o a dignitari stranieri, o pezzi realizzati su ordinazione per la nobiltà o per semplici cittadini. Tale sponsorizzazione forniva capitale sotto forma di materie prime e uno stipendio agli artigiani per la durata della tessitura.
Il rapido sviluppo dell'industria dei tappeti nell'impero persiano, durante il periodo safavide, sembra fosse dovuto al gusto dei sovrani per questa forma d'arte. Ismail I, poi Scià Tahmasp e Scià Abbas I sono noti per essere stati personalmente interessati alla produzione di tappeti. Si è anche ipotizzato che questi ultimi due sovrani fossero personalmente investiti nella produzione dei tappeti, in particolare nel disegno dei motivi. Durante i loro regni, la produzione di tappeti persiani fu la più importante di tutto il periodo safavide.
Fu in questo periodo, e in particolare in quello dello Scià Tahmasp, che furono creati i primi tappeti con decorazioni floreali, per soddisfare il gusto dei Safavidi. La differenza tra i tappeti dei nomadi e quelli floreali è dovuta al ruolo del "maestro" ("ostad"), che disegnava il motivo che sarebbe stato riprodotto dai legatori. I disegni dei tappeti dei nomadi erano essi stessi trasmessi dalla tradizione.
La produzione dei tappeti venne fortemente influenzata dalla guida dell'arte del libro, che forniva i modelli. Così, confrontandoli con legatorie e miniature, gli specialisti hanno potuto scorgere un'evoluzione stilistica. La maggior parte dei tappeti prodotti durante il XVI secolo, cioè principalmente sotto Scià Ismail e Scià Tahmasp, sono chiamati "con medaglione" perché sono organizzati attorno a un grande medaglione centrale multilobato talvolta chiamato Shamsa, cioè "sole ", e le decorazioni angolari portano ciascuna un quarto di medaglione che ricorda fortemente quello centrale. I tappeti più famosi di questo tipo sono la coppia di tappeti detti di Ardébil, di cui uno, conservato al Victoria and Albert Museum, è datato 946 dall'Egira, cioè 1539–1540 dell'era volgare e firmato "Opera degli umili servitori della corte di Mahmud Hashani".
Tra la fine del XVI e l'inizio del XVII secolo, cioè con l'avvento al potere di Scià Abbas, il medaglione tendette a scomparire, poiché le decorazioni angolari potrebbero essere state eliminate già dalla seconda metà del XVI secolo, come è mostrato dal "tappeto di Mantes". Fu la fioritura dei "tappeti vaso", che, come indica il nome, esibiscono un vaso da cui scaturisce una composizione floreale. Il giardino, che è associato al paradiso, dà ugualmente luogo a un tipo di composizione apparso nel XVII secolo in Persia a imitazione dei giardini dello Scià, divisi in lotti rettangolari o quadrati da vicoli e canali di irrigazione (chahar bagh).
Ci sono anche tappeti con il tema della caccia, un'attività apprezzata dagli Scià e che richiedeva indirizzo, forza e conoscenza della natura. Questo tema è legato anche al paradiso e alle attività spirituali, perché la caccia si svolgeva spesso in un deserto che può ricordare i giardini del paradiso. Uno dei più belli è senza dubbio il tappeto apparentemente tabrizi, attualmente conservato al Museo Poldi Pezzoli, e datato 1542-1543. Di questa caratura esemplare è anche il tappeto "Mantes", datato alla seconda metà del XVI secolo e conservato al Louvre.
Il villaggio di Kashan dal canto suo si distingueva per una produzione molto particolare di tappeti relativamente piccoli interamente in seta, a base blu o rossa, raffiguranti combattimenti tra animali fantastici mutuati dai cinesi (kilin, draghi, fenici). Come per i grandi tappeti, quelli del XVI secolo mostrano un medaglione (tappeto della Fondazione Gulbenkian), scomparso nel secolo successivo. Il Louvre e il Metropolitan Museum ne conservano un esempio.

## L'arte del libro
Sotto i Safavidi, l'arte del libro, in particolare la miniatura persiana, costituiva la forza trainante essenziale delle arti. Il ketab khaneh, la biblioteca-laboratorio reale, forniva la maggior parte delle fonti di motivi per oggetti come tappeti, ceramiche o metallo.
Vi venivano copiati, miniati, rilegati e talvolta illustrati vari generi di libri: religiosi, Corano, ma anche commenti al testo sacro e opere teologiche, e libri di letteratura persiana, Shāh-Nāmeh, Khamsa di Nizami , Jami al-Tawarikh di Rashid al-Din Hamadani, Timur nāmeh, enciclopedie e trattati scientifici del sufismo. Venne sempre utilizzata la carta, un'invenzione cinese arrivata in Iran nel XIII secolo. Era frequente l'utilizzo di carte colorate. Verso il 1540 apparve anche una carta marmorizzata, che però scomparve rapidamente.
Le legature venivano, per lo più, realizzate con cuoio marocchino colorato di ottima qualità. Potevano essere dorate e stampate con motivi geometrici, floreali o figurativi, oppure sbalzate in blu. Nella seconda metà del XVI secolo venivano forate le copertine in pelle per far vedere le pagine di carta colorata o di seta sottostanti. Nello stesso periodo, a Shiraz, comparvero legature laccate, che rimangono comunque molto rare e molto apprezzate in Iran.
La decorazione dei margini veniva realizzata in vari modi: a volte inseriti in una carta diversa, (tradizione apparsa nel XV secolo), cosparsi d'oro, secondo un'usanza cinese, o dipinti con colori o oro.
Lo stile delle illustrazioni variava molto da un manoscritto all'altro, a seconda del periodo e del centro di produzione.

### 1501-1550: Patrimonio
In questo periodo erano attivi tre centri produttivi:
- Tabriz
- Shiraz
- Bukhara

Tabriz, capitale dell'impero safavide, dal 1501 al 1548, utilizzò nuovamente anche artisti dell'Ak Koyunlu ketab khaneh. Le illustrazioni mostrano una doppia eredità: quella degli Ak Koyunlu e quella della dinastia timuride. Quest'ultima beneficiò della presa di Herat nel 1501, ma non si manifestò realmente fino all'anno 1525. I vari direttori del ketab khaneh furono:
- Sultan Muhammad (1515-1522)
- Bihzad (1522–1540)
- Mir Musavvir

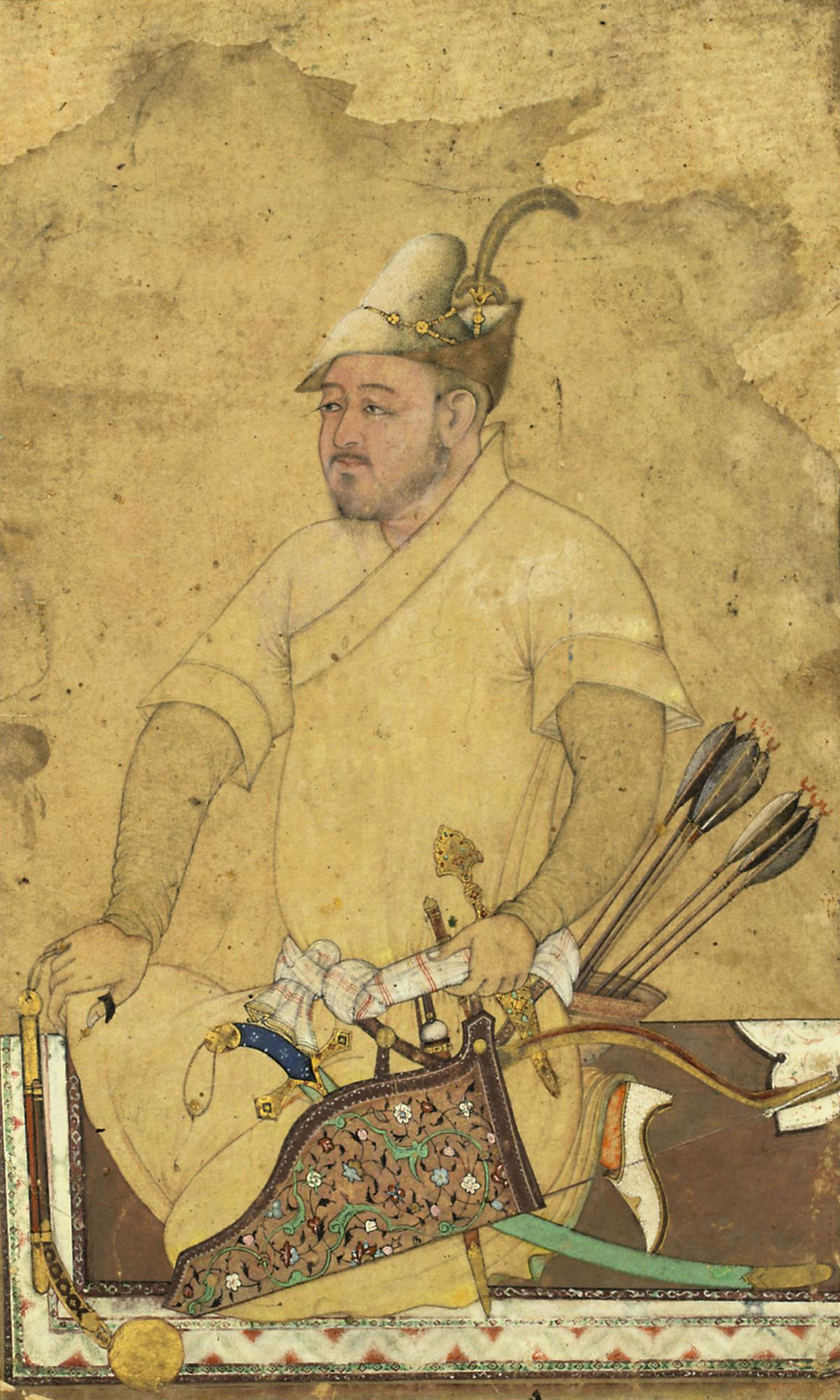
Un uzbeko pesantemente armato (Iran safavide, metà del XVI secolo)

Molti grandi pittori, come Aqa Mirak, Mir Sayyid Ali o Dust Muhammad, lavoravano nel laboratorio di libri e producevano grandi manoscritti reali. Il primo di cui si ha qualche traccia è l'incompiuto Shāh-Nāmeh commissionato da Ismail per suo figlio Tahmasp, per il quale furono realizzati soltanto quattro dipinti tra cui Raksh difende un Rustam addormentato. Quest'ultimo è senza dubbio uno dei pezzi più famosi della pittura safavide, che mostra il forte risalto dell'arte turkmena nel trattamento di una vegetazione molto fitta, come un tappeto, e nel disordine della prospettiva. Si pensa che fu quando Scià Tahmasp tornò a Tabriz nel 1522 che il lavoro su questo dipinto si fermò, quando, plasmato dall'influenza dei suoi maestri Behzād e Sultan Muhammad, aveva iniziato a lavorare sul suo grande Shāh-Nāmeh. Commissionò anche altre opere eccezionali, tra cui un Hamsa e un Iskandar Nameh. Altri mecenati impiegarono artisti del ketab khaneh reale: il principe Braham Mirza (1517-1549 ) fece realizzare un album (muhaqqa) dal pittore Dust Muhammad.
L'arte della calligrafia era a quel tempo dominata da un uomo molto importante, chiamato "Zarrin Qalam", che significa "penna di canna d'oro", che eccelleva nelle sei calligrafie canoniche.
Le botteghe reali di Tabriz erano molto influenti, e i manoscritti non reali, miniati e illustrati, si diffusero in tutto l'impero, distinguendo i centri di provincia come quello di Shiraz.
Shiraz è la capitale della provincia di Fars e un centro provinciale molto attivo del sud dell'Iran. Gli artisti erano sempre gli stessi impiegati dell'Ak Koyunlu, e producevano volumi di piccolo formato, copie del Corano e di grandi testi poetici, destinati per lo più al commercio con l'Impero Ottomano (Siria, Egitto). Nonostante il blocco imposto da questo impero nel 1512, la produzione non si indebolì, il che fa pensare che si sia rivolta ad altri acquirenti poco identificati, data l'assenza di mecenatismo locale. Sotto l'influenza di Tabriz, si notano le evoluzioni tra il 1501 e il 1525: le sagome si assottigliarono, cominciò ad apparire il taj, il caratteristico copricapo Qizilbash, con un bastone rosso e dodici pieghe corrispondenti ai dodici imam dello sciismo duodecimano. Dal 1525 in poi, i laboratori di Shiraz non produssero altro che copie delle opere dei laboratori reali di Tabriz, poi di Qazvin e Isfahan.
Bukhara non era propriamente un centro safavide, dato che la città era al centro di uno stato indipendente guidato dalla dinastia uzbeka dei Shaybanidi dal 1500 al 1598. Ma il nomadismo degli artisti, dovuto ai frequenti mutamenti politici e dei sovrani, implicò notevole influenza da parte dei centri safavidi. I manoscritti di questa scuola si caratterizzano per i margini riccamente decorati con la tecnica dell'encartage. Le loro legature avevano una controcopertina con una grande decorazione di cuoio traforato e una copertina con grandi placche rettangolari con motivi animali o arabeschi, secondo l'antica tradizione timuride. Il dipinto utilizza una tavolozza armoniosa, con composizioni ariose, ma l'assenza di nuovi modelli e la ripetizione di poncifs (puntinismo?) crea una certa aridità.
La scuola di Bukhara raggiunse il suo apice tra il 1530 e il 1550 e influenzò direttamente l'arte moghul.

### 1550-1600: periodo di transizione
Gli anni 1550-1600 furono segnati da numerosi cambiamenti nell'organizzazione dell'impero e quindi nella produzione di libri tra i Safavidi. Con il trasferimento del capitale, nel 1548, la bottega reale si trasferì e fu Quazvin a rilevare la produzione reale. In ogni caso i centri di provincia come quello di Shiraz (a sud) o di Khorasan (a est dell'Iran) continuarono a produrre manoscritti, più o meno ricchi.
Con il trasferimento della capitale da Tabriz a Qazvin, nel 1548, il khetab khaneh fu in gran parte smantellato, a seguito di editti di pentimento pubblicati dallo Scià per motivi religiosi ed economici. Gli artisti fuggirono presso corti provinciali o straniere (Moghul o ottomani). Solo Aqa Mirak resistette a questa serie di partenze. Altri artisti, come Siavush Beg il georgiano o Sadiqi Beg presero il posto della generazione precedente. Apparvero nuovi grandi calligrafi, Mir Ali o Malik Dayalami, e diedero vita alla "regola delle due penne", che definiva regole identiche per la calligrafia e la pittura. L'illustrazione e la rilegatura si evolvettero parallelamente all'arte dell'arazzo, dato che le sagome utilizzate erano identiche. Nei manoscritti, il più delle volte, i dipinti erano pagine doppie senza alcun collegamento con il testo, ma immagini di servitori di bevande, giovani donne, principi e dervisci riempivano gli album (Muhaqqaq).

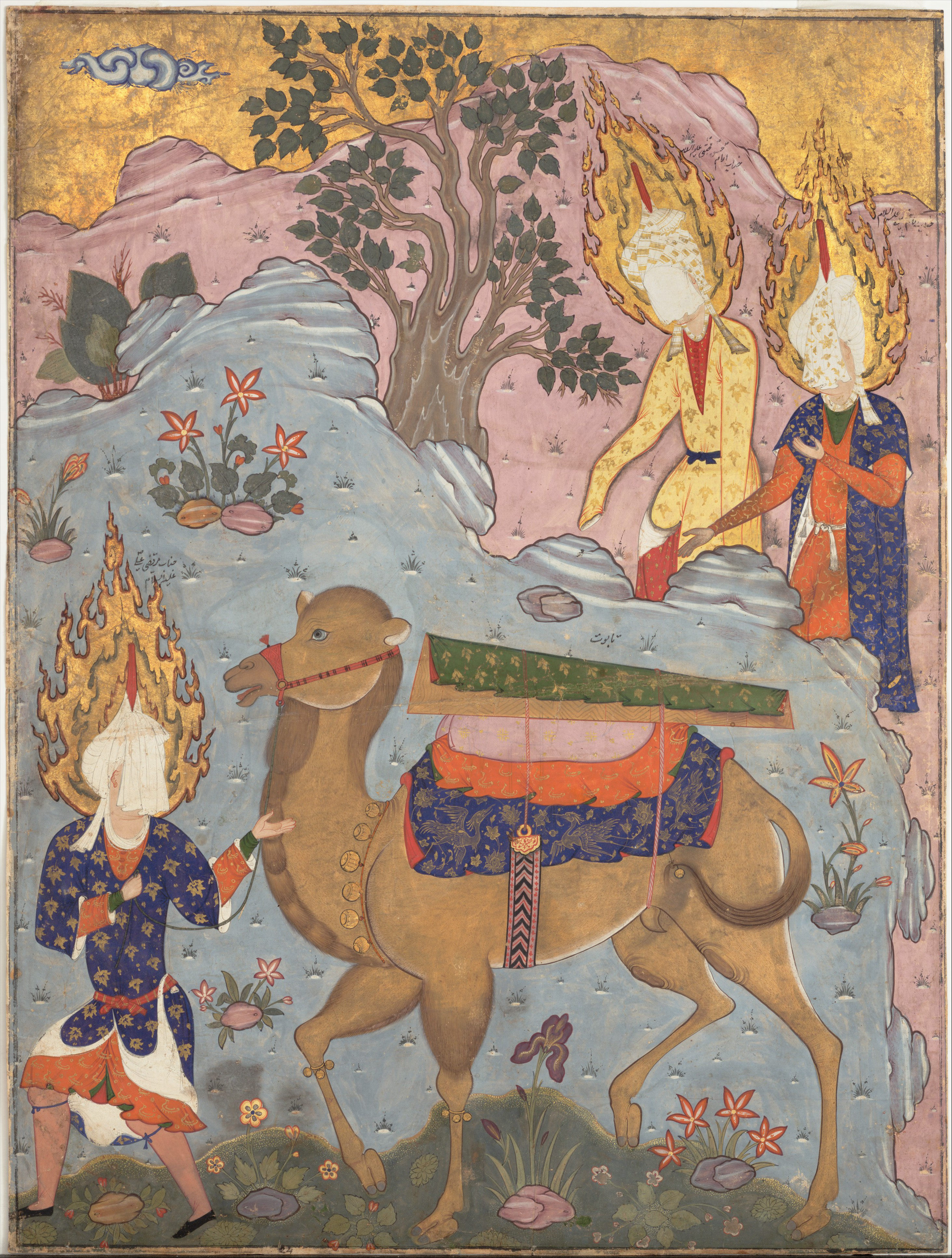
"Bara dell'Imam 'Ali", Folio da un Falnama (Il libro dei presagi) di Ja'far al-Sadiq.

Se la fine del regno di Scià Tahmasp non fu molto fruttuosa, (sappiamo però di un Fāl Nāmeh risalente a questi anni con le firme di Aqa Mirak e Abd al-Aziz), Scià Ismail II (1576 – 1577) esercitò un'influenza benefica, ordinando un grande Shāh-Nāmeh e un Ajayibnāmeh (libro delle meraviglie). Purtroppo il suo breve regno impedì una vera e propria rinascita, anche se stabilì nuove basi, segnando l'inizio della proliferazione di pagine di album. Il suo successore, Scià Mohammed Khodabanda, essendo cieco, si interessò poco ai libri, ponendo fine alla ripartenza che era stata avviata. Il rinnovamento dell'arte del libro reale sarebbe avvenuto solo parzialmente sotto Scià Abbas I il Grande, che ordinò, come sembra fosse consuetudine, un grande Shāh-Nāmeh sul trasferimento della corte a Isfahan.
La bottega provinciale di Shiraz continuò a fiorire fino al 1620, ma continuò il più delle volte a ricopiare i modelli realizzati dalle botteghe reali di Tabriz, poi di Qazvin e del Grande Khorasan. L'ornamento era abbondante, altrettanto l'illustrazione nei manoscritti e i colori erano vibranti, anche se senza molte variazioni. I disegni rappresentavano persone con facce rotonde e nasi lunghi. L'illustrazione rimase molto ripetitiva e la calligrafia, il più delle volte nastaliq, veniva copiata dall'una all'altra. La maggior parte dei manoscritti non era firmata.
I laboratori che si dice fossero nel Khorasan erano situati a Herat nel distretto di Bakharz. Sotto il patrocinio del fratello di Braham Mirza, Ibrahim, venne rivitalizzata la scuola di Qazvin, impiegando artisti come Shaykh Muhammad, Muzaffar Ali o Muhammadi, specializzati in disegni. Il manoscritto più famoso uscito da queste botteghe è una copia dell'Haft Awrang (Sette Troni) di Jami, ed è contraddistinto dalla profonda originalità delle creazioni delle botteghe ufficiali.

### 1600-1660: Il declino dei codici miniati e lo sviluppo di un genere specifico: la pagina d'album
Durante i regni di Scià Abbas I e Scià Safi, il numero di manoscritti miniati e illustrati diminuì notevolmente, lasciando spazio a una nuova forma di manoscritto: la pagina d'album. Gli album, o muhaqqaq, venivano creati il più delle volte sotto la direzione di un pittore o di un calligrafo. Raggruppavano disegni, calligrafia e anche miniature antiche. Reza Abbasi, che diresse il kitab khaneh tra il 1597 e il 1635, (essendo stato trasferito, nel 1602, a Isfahan), fu senza dubbio il massimo rappresentante di questo genere. Le persone illustrate su queste pagine di album avevano spesso sagome allungate, con piccole teste arrotondate. I soggetti potevano essere cortigiane, servitori di bevande di spicco, ma anche contadini e dervisci. Sebbene Reza avesse resistito all'influenza europea, fino alla sua morte nel 1635, altri artisti non esitarono a trarre ispirazione o a copiare le incisioni portate dai mercanti dai Paesi Bassi. Altri grandi pittori di album di questo periodo furono Safi Abassi, figlio di Reza, noto per i suoi dipinti di uccelli, e Mo'in Musavvir, Muhammad Qasim e Muhammad Ali, suoi discepoli.
Questo gusto per l'album non mise definitivamente fine ai manoscritti di dipinti. Lo Shāh-Nāmeh per Scià Abbas, i due Divan di Navai o ancora il manoscritto di Khosrow e Shirin (1632, Victoria and Albert Museum) sono esempi della perpetuazione di questa tradizione, che le botteghe provinciali abbandonarono meno facilmente del ketab khaneh reale. La scuola di Herst, in particolare, produceva ancora regolarmente copie di grandi testi persiani illustrati.

### 1660–1722: La fine dei manoscritti illustrati
Con l'emergere di Ali Qoli Djebbeh Dar e Muhammad Zaman, due pittori molto europeisti, il ruolo del libro illustrato nell'arte del libro diminuì ulteriormente. Fu messa in pratica una grande attività di calligrafia e miniatura, con una vera ricrescita di interesse per la prima e uno stile abbondante, finissimo e ricco di elementi vegetali per la seconda.

## Conclusione
I Safavidi furono gli ultimi sovrani a promuovere un'arte nazionale persiana. Grazie a loro, nell'attuale Iran sta prendendo il via una nuova arte, particolarmente notevole nell'urbanistica: l'Ali Qapu, il Chehel Sutun hanno i loro tesori in parchi verdeggianti disposti secondo precise prospettive, come il monumentale boulevard di Tchehar Bagh (o viale dei quattro giardini) che attraversa la città di Isfahan in un tratto di 3 chilometri. Custodi dell'antica tradizione artistica iraniana più che innovatori, i safavidi realizzarono un'arte di corte raffinata e sontuosa, con un modo affettato carico di grande fascino poetico. La loro caduta portò a una rapida degenerazione dell'arte in Iran.